# Persone di nome Karl
| Questa pagina contiene informazioni ricavate automaticamente dalle voci biografiche con l'ausilio del template Bio e di un bot. L'aggiornamento è periodico e automatico e ricostruisce completamente la pagina. Se manca una persona in questa lista, sei pregato di non aggiungerla, ma accertati piuttosto che la sua voce biografica contenga il template Bio e che i dati anagrafici siano correttamente compilati. Se il template Bio manca, inseriscilo tu stesso o, in alternativa, metti l'avviso {{tmp\|Bio}} che ne segnala la mancanza. Se i dati riportati sono sbagliati, correggi direttamente la voce biografica; le modifiche saranno visibili in questa lista entro pochi giorni. Per chiarimenti vedi il progetto antroponimi. La lista contiene solo le 1.119 persone che sono citate nell'enciclopedia e per le quali è stato implementato correttamente il template Bio. Pagina aggiornata al 6 ago 2025. |

Questa è una lista di persone presenti nell'enciclopedia che hanno il nome Karl, suddivise per attività principale.

## Agronomi(1)
- Karl Nikolas Fraas, agronomo e botanico tedesco (Rattelsdorf, n. 1810 - Baviera, † 1875)

## Allenatori di calcio(21)
- Andreas Brännström, allenatore di calcio e ex calciatore svedese (Stoccolma, n. 1976)
- Karl Brauneder, allenatore di calcio e ex calciatore austriaco (Vösendorf, n. 1960)
- Karl Daxbacher, allenatore di calcio e ex calciatore austriaco (Statzendorf, n. 1953)
- Karl Dodd, allenatore di calcio e ex calciatore australiano (Southport, n. 1980)
- Karl Duguid, allenatore di calcio e ex calciatore inglese (Letchworth, n. 1978)
- Karl Durspekt, allenatore di calcio e calciatore austriaco (Vienna, n. 1913 - Vienna, † 1978)
- Karl Fischer, allenatore di calcio austriaco (Impero austro-ungarico, n. 1888)
- Karl Flink, allenatore di calcio e calciatore tedesco (Weilerswist, n. 1895 - † 1958)
- Karl Geyer, allenatore di calcio e calciatore austriaco (Vienna, n. 1899 - † 1998)
- Karl Guðmundsson, allenatore di calcio e calciatore islandese (n. 1924 - † 2012)
- Karl Höger, allenatore di calcio e calciatore tedesco (n. 1897 - † 1975)
- Karl Koller, allenatore di calcio e calciatore austriaco (Matzendorf-Hölles, n. 1929 - † 2009)
- Karl Kurz, allenatore di calcio e calciatore austriaco (n. 1898 - Basilea, † 1933)
- Mattias Lindström, allenatore di calcio e ex calciatore svedese (Helsingborg, n. 1980)
- Fredrik Ljungberg, allenatore di calcio e ex calciatore svedese (Vittsjö, n. 1977)
- Johan Mjällby, allenatore di calcio e ex calciatore svedese (Järfälla, n. 1971)
- Magnus Pehrsson, allenatore di calcio e ex calciatore svedese (Malmö, n. 1976)
- Karl Robinson, allenatore di calcio e ex calciatore inglese (Liverpool, n. 1980)
- Karl Sesta, allenatore di calcio e calciatore austriaco (Vienna, n. 1906 - Hainburg an der Donau, † 1974)
- Karl Stürmer, allenatore di calcio e calciatore austriaco (Vienna, n. 1882 - Faenza, † 1943)
- Henning Svensson, allenatore di calcio e calciatore svedese (Partille, n. 1891 - Partille, † 1979)

## Allenatori di tennis(1)
- Thomas Johansson, allenatore di tennis e ex tennista svedese (Linköping, n. 1975)

## Allevatori(1)
- Friedrich Louis Dobermann, allevatore tedesco (Apolda, n. 1834 - Apolda, † 1894)

## Alpinisti(9)
- Karl Blodig, alpinista, ottico e scrittore austriaco (Graz, n. 1859 - Bregenz, † 1956)
- Karl Diener, alpinista, geologo e paleontologo austriaco (Vienna, n. 1862 - Vienna, † 1928)
- Karl Ludwig Domenigg, alpinista e giornalista austriaco (Lubiana, n. 1867 - Salisburgo, † 1950)
- Karl Greenitz, alpinista, insegnante e funzionario austriaco (Rottenmann - Graz, † 1928)
- Karl Prusik, alpinista e musicista austriaco (Vienna, n. 1896 - Perchtoldsdorf, † 1961)
- Karl Julius Alexander Thoenes, alpinista e ingegnere tedesco (n. 1907 - † 1944)
- Karl Unterkircher, alpinista e esploratore italiano (Selva di Val Gardena, n. 1970 - Nanga Parbat, † 2008)
- Karl Wien, alpinista e geografo tedesco (Würzburg, n. 1906 - Nanga Parbat, † 1937)
- Karl von Kraus, alpinista e medico tedesco (Praga, n. 1905 - Dresda, † 1968)

## Altisti(1)
- Linus Thörnblad, altista svedese (Lund, n. 1985)

## Ammiragli(5)
- Karl Rudolf Brommy, ammiraglio tedesco (Anger, n. 1804 - St. Magnus, † 1860)
- Karl Dönitz, ammiraglio e politico tedesco (Grünau, n. 1891 - Aumühle, † 1980)
- Karl Kailer von Kaltenfels, ammiraglio austriaco (Pola, n. 1862 - Vienna, † 1917)
- Karl Petrovič Jessen, ammiraglio russo (Riga, n. 1852 - Pietrogrado, † 1918)
- Karl Seidensacher, ammiraglio austriaco (Celje, n. 1862 - St. Magdalena, † 1938)

## Anarchici(1)
- Karl Nobiling, anarchico tedesco (Birnbaum, n. 1848 - Berlino, † 1878)

## Anatomisti(3)
- Karl Gegenbaur, anatomista tedesco (Würzburg, n. 1826 - Heidelberg, † 1903)
- Karl Wilhelm von Kupffer, anatomista tedesco (Lestene, n. 1829 - Monaco di Baviera, † 1902)
- Karl Bogislaus Reichert, anatomista e biologo tedesco (Kętrzyn, n. 1811 - Berlino, † 1883)

## Antropologi(3)
- Karl G. Heider, antropologo statunitense (Northampton, n. 1935)
- Karl Penka, antropologo austriaco (Müglitz, n. 1847 - Vienna, † 1912)
- Karl Saller, antropologo e medico tedesco (Kempten, n. 1902 - Monaco di Baviera, † 1969)

## Aracnologi(1)
- Karl Friedrich Wider, aracnologo tedesco (n. 1792 - † 1841)

## Arbitri di calcio(3)
- Karl-Heinz Tritschler, ex arbitro di calcio tedesco (n. 1949)
- Karl Wald, arbitro di calcio tedesco (Francoforte sul Meno, n. 1916 - Penzberg, † 2011)
- Karl Weingärtner, arbitro di calcio tedesco (Offenbach am Main, n. 1895 - † 1971)

## Archeologi(5)
- Richard Bohn, archeologo e architetto tedesco (Berlino, n. 1849 - Görlitz, † 1898)
- Karl Bötticher, archeologo e architetto tedesco (Nordhausen, n. 1806 - Berlino, † 1889)
- Karl Dilthey, archeologo tedesco (Biebrich, n. 1839 - Gottinga, † 1907)
- August Reifferscheid, archeologo e filologo classico tedesco (Bonn, n. 1835 - Strasburgo, † 1887)
- Ludwig von Urlichs, archeologo e filologo classico tedesco (Osnabrück, n. 1813 - Würzburg, † 1889)

## Architetti(9)
- Karl Blank, architetto russo (San Pietroburgo, n. 1728 - Mosca, † 1793)
- Karl Ehn, architetto austriaco (Vienna, n. 1884 - Vienna, † 1959)
- Karl von Fischer, architetto tedesco (Mannheim, n. 1782 - Monaco di Baviera, † 1820)
- Karl von Hasenauer, architetto austriaco (Vienna, n. 1833 - Vienna, † 1894)
- Karl Meitinger, architetto tedesco (Monaco di Baviera, n. 1882 - Monaco di Baviera, † 1970)
- Karl Moser, architetto svizzero (Baden, n. 1860 - Zurigo, † 1936)
- Karl Schaden, architetto austriaco (Vienna, n. 1843 - Vienna, † 1914)
- Karl Friedrich Schinkel, architetto e pittore tedesco (Neuruppin, n. 1781 - Berlino, † 1841)
- Karl Spitaler, architetto italiano (Silandro, n. 1951 - Silandro, † 2006)

## Arcivescovi cattolici(5)
- Karl Michael von Attems, arcivescovo cattolico austriaco (Gorizia, n. 1711 - Gorizia, † 1774)
- Karl Berg, arcivescovo cattolico austriaco (Radstadt, n. 1908 - Mattsee, † 1997)
- Karl Theodor von Dalberg, arcivescovo cattolico tedesco (Mannheim, n. 1744 - Ratisbona, † 1817)
- Karl Heinrich von Metternich-Winneburg, arcivescovo cattolico tedesco (Coblenza, n. 1622 - Aschaffenburg, † 1679)
- Karl Kaspar von der Leyen, arcivescovo cattolico e nobile tedesco (Treviri, n. 1618 - Ehrenbreitstein, † 1676)

## Arcivescovi luterani(2)
- Karl Gustav Hammar, arcivescovo luterano e teologo svedese (Hässleholm, n. 1943)
- Karl Fredrik Mennander, arcivescovo luterano svedese (Stoccolma, n. 1712 - † 1786)

## Artisti(3)
- Karl Diebitsch, artista e militare tedesco (Hannover, n. 1899 - Kreuth, † 1985)
- Karl Schmid, artista svizzero (Zurigo, n. 1914 - Zurigo, † 1998)
- Karl Wallenda, artista tedesco (Magdeburgo, n. 1905 - San Juan, † 1978)

## Artisti marziali misti(1)
- K.J. Noons, artista marziale misto, ex pugile e kickboxer statunitense (Kailua, n. 1982)

## Assassini(1)
- Karl Ludwig Sand, assassino tedesco (Wunsiedel, n. 1795 - Mannheim, † 1820)

## Assassini seriali(1)
- Karl Denke, serial killer tedesco (Münsterberg, n. 1860 - Münsterberg, † 1924)

## Astisti(1)
- Karl Sutter, astista tedesco (Basilea, n. 1914 - Spandau, † 2003)

## Astronomi(15)
- Karl Theodor Albrecht, astronomo e geodeta tedesco (Dresda, n. 1843 - Potsdam, † 1915)
- Karl Augustesen, astronomo danese (n. 1945)
- Karl Christian Bruhns, astronomo tedesco (Plön, n. 1830 - Lipsia, † 1881)
- Karl F. J. Cwach, astronomo australiano
- Karl Ludwig Harding, astronomo tedesco (Lauenburg/Elbe, n. 1765 - Gottinga, † 1834)
- Karl Ludwig Hencke, astronomo tedesco (Driesen, n. 1793 - Marienwerder, † 1866)
- Karl Gordon Henize, astronomo e astronauta statunitense (Cincinnati, n. 1926 - Everest, † 1993)
- Karl Walter Kamper, astronomo statunitense (Pittsburgh, n. 1941 - † 1998)
- Karl Julius Lohnert, astronomo e psicologo tedesco (Unteröwisheim, n. 1885 - Lipsia, † 1944)
- Karl Wilhelm Lorenz, astronomo e matematico tedesco (Karlsruhe, n. 1886 - Mannheim, † 1918)
- Karl Theodor Robert Luther, astronomo tedesco (n. 1822 - † 1900)
- Karl Mollweide, astronomo e matematico tedesco (Wolfenbüttel, n. 1774 - Lipsia, † 1825)
- Karl Wilhelm Reinmuth, astronomo tedesco (Kohlhof, n. 1892 - Heidelberg, † 1979)
- Karl Wilhelm Valentiner, astronomo tedesco (Eckernförde, n. 1845 - Berlebeck bei Detmold, † 1931)
- Karl Ludwig von Littrow, astronomo austriaco (Kazan', n. 1811 - Venezia, † 1877)

## Atleti(1)
- Aarne Lindholm, atleta finlandese (Laihia, n. 1889 - Vaasa, † 1972)

## Attori(29)
- Diedrich Bader, attore e produttore cinematografico statunitense (Alexandria, n. 1966)
- Allan Bohlin, attore svedese (Stoccolma, n. 1907 - Stoccolma, † 1959)
- Karl Dall, attore, showman e cantante tedesco (Emden, n. 1941 - Lüneburg, † 2020)
- Karl Dane, attore e comico danese (Copenaghen, n. 1886 - Los Angeles, † 1934)
- Karl Dannemann, attore tedesco (Brema, n. 1896 - Berlino, † 1945)
- Karl Davies, attore britannico (Stockport, n. 1982)
- Karl Walter Diess, attore e doppiatore austriaco (Salisburgo, n. 1928 - Frankfurt am Main, † 2014)
- Karl Etlinger, attore tedesco (Vienna, n. 1879 - Berlino, † 1946)
- Karl Fochler, attore austriaco (n. 1898 - † 1982)
- Sigge Fürst, attore svedese (Stoccolma, n. 1905 - Stoccolma, † 1984)
- Karl Gerhard, attore e regista teatrale svedese (Stoccolma, n. 1891 - Saltsjöbaden, † 1964)
- Karl Glusman, attore statunitense (New York, n. 1988)
- Karl Günther, attore austriaco (Vienna, n. 1885 - Vienna, † 1951)
- Peter Hermann, attore e scrittore statunitense (New York, n. 1967)
- Keve Hjelm, attore e regista svedese (Gnesta, n. 1922 - Stoccolma, † 2004)
- Karl John, attore tedesco (Colonia, n. 1905 - Gütersloh, † 1977)
- Karl Johnson, attore britannico (n. 1948)
- Karl Lukas, attore statunitense (Lowell, n. 1919 - Westlake Village, † 1995)
- Karl Markovics, attore, regista e sceneggiatore austriaco (Vienna, n. 1963)
- Karl Paryla, attore e regista austriaco (Vienna, n. 1905 - Vienna, † 1996)
- Karl Platen, attore tedesco (Halle, n. 1877 - Weimar, † 1952)
- Karl Renar, attore austriaco (Vienna, n. 1928 - Monaco di Baviera, † 1991)
- Michael Segerström, attore, regista teatrale e scrittore svedese (Lund, n. 1944)
- Karl Swenson, attore statunitense (New York, n. 1908 - Torrington, † 1978)
- Karl Thaning, attore e nuotatore sudafricano (Città del Capo, n. 1977)
- Karl Theobald, attore britannico (Great Yarmouth, n. 1969)
- Karl Urban, attore neozelandese (Wellington, n. 1972)
- Karl Wiedergott, attore e doppiatore tedesco (Berlino, n. 1969)
- Karl Yune, attore statunitense (Washington, n. 1975)

## Attori teatrali(2)
- Knut Almlöf, attore teatrale svedese (Stoccolma, n. 1829 - Almnäs, † 1899)
- Carl Carl, attore teatrale, commediografo e direttore teatrale austriaco (Cracovia, n. 1787 - Bad Ischl, † 1854)

## Aviatori(5)
- Karl Allmenröder, aviatore e ufficiale tedesco (Wald, n. 1896 - Zillebeke, † 1917)
- Karl Nikitsch, aviatore austro-ungarico (Praga, n. 1885 - Vienna, † 1927)
- Karl Patzelt, aviatore austro-ungarico (Craiova, n. 1893 - Vidor, † 1918)
- Karl Teichmann, aviatore austro-ungarico (Rabersdorf, n. 1897 - † 1927)
- Karl Urban, aviatore austro-ungarico (Graz, n. 1894 - Aspern, † 1918)

## Avventurieri(1)
- Karl Heinrich di Nassau-Siegen, avventuriero e ufficiale francese (Senarpont, n. 1743 - Tynna, † 1808)

## Avvocati(2)
- Karl Rudolf Friedenthal, avvocato, imprenditore e politico tedesco (Breslavia, n. 1827 - Giesmannsdorf, † 1890)
- Karl Hartwig Gregor von Meusebach, avvocato e storico della letteratura tedesco (Voigtstedt, n. 1781 - Geltow, † 1847)

## Banchieri(1)
- Karl von Frenckell, banchiere, ingegnere e esperantista finlandese (Helsinki, n. 1880 - † 1952)

## Baritoni(1)
- Ingvar Wixell, baritono svedese (Luleå, n. 1931 - Malmö, † 2011)

## Bassi(1)
- Karl Ridderbusch, basso tedesco (Recklinghausen, n. 1932 - Wels, † 1997)

## Bassisti(1)
- Karl Alvarez, bassista statunitense (n. 1964)

## Biatleti(1)
- David Ekholm, ex biatleta svedese (Hagfors, n. 1979)

## Bibliotecari(3)
- Karl Bernhardi, bibliotecario e linguista tedesco (Ottrau, n. 1799 - Kassel, † 1874)
- Karl Dziatzko, bibliotecario e filologo classico tedesco (Neustadt, n. 1842 - Gottinga, † 1903)
- Karl Zangemeister, bibliotecario e filologo classico tedesco (Hallungen, n. 1837 - Heidelberg, † 1902)

## Biochimici(2)
- Karl August Folkers, biochimico statunitense (n. 1906 - † 1997)
- Karl Meyer, biochimico tedesco (Kerpen, n. 1899 - Cresskill, † 1990)

## Biologi(3)
- Karl von Baer, biologo, geografo e geologo tedesco (Piibe, n. 1792 - Dorpat, † 1876)
- Karl von Frisch, biologo austriaco (Vienna, n. 1886 - Monaco di Baviera, † 1982)
- Karl Grobben, biologo e zoologo austriaco (Brno, n. 1854 - Salisburgo, † 1945)

## Bizantinisti(1)
- Karl Krumbacher, bizantinista e filologo classico tedesco (Kürnach im Allgäu, n. 1856 - Monaco di Baviera, † 1909)

## Bobbisti(2)
- Karl Angerer, bobbista tedesco (Berchtesgaden, n. 1979)
- Karl Häseli, bobbista svizzero (n. 1948)

## Botanici(21)
- Karl Heinrich Bergius, botanico, entomologo e naturalista prussiano (Küstrin, n. 1790 - Città del Capo, † 1818)
- Karl Fritsch, botanico austriaco (Vienna, n. 1864 - Graz, † 1934)
- Karl Christian Gmelin, botanico tedesco (Badenweiler, n. 1762 - Karlsruhe, † 1837)
- Karl Ritter von Goebel, botanico tedesco (Billigheim, n. 1855 - Monaco di Baviera, † 1932)
- Karl Otto Graebner, botanico tedesco (Dortmund, n. 1871 - † 1933)
- Karl August Otto Hoffmann, botanico e insegnante tedesco (Beeskow, n. 1853 - Berlino, † 1909)
- Karl Friedrich Wilhelm Jessen, botanico tedesco (Schleswig, n. 1821 - Berlino, † 1889)
- Karl Heinrich Koch, botanico tedesco (Ettersberg, n. 1809 - Berlino, † 1879)
- Karl Koch, botanico tedesco (Osnabrück, n. 1875 - Osnabrück, † 1964)
- Theodor Kotschy, botanico austriaco (Ustroń, n. 1813 - † 1866)
- Karl Sigismund Kunth, botanico tedesco (Lipsia, n. 1788 - Berlino, † 1850)
- Karl Linsbauer, botanico austriaco (Vienna, n. 1872 - Graz, † 1934)
- Karl Maksimovič, botanico russo (Tula, n. 1827 - San Pietroburgo, † 1891)
- Karl Wilhelm von Nägeli, botanico svizzero (Kilchberg, n. 1817 - Monaco di Baviera, † 1891)
- Karl Julius Perleb, botanico e naturalista tedesco (Costanza, n. 1794 - Friburgo in Brisgovia, † 1845)
- Karl Anton Eugen Prantl, botanico tedesco (Monaco di Baviera, n. 1849 - Breslavia, † 1893)
- Karl Friedrich Reiche, botanico tedesco (Dresda, n. 1860 - Monaco di Baviera, † 1929)
- Karl Gustav Sanio, botanico prussiano (Lyck, n. 1832 - Lyck, † 1891)
- Karl Friedrich Schimper, botanico e poeta tedesco (Mannheim, n. 1803 - Schwetzingen, † 1867)
- Karl Moritz Schumann, botanico tedesco (Görlitz, n. 1851 - Berlino, † 1904)
- Carl Ludwig Philipp Zeyher, botanico e entomologo danese (Dillenburg, n. 1799 - Città del Capo, † 1858)

## Canoisti(2)
- Karl Proisl, canoista austriaco (Traisen, n. 1911 - Belgrado, † 1949)
- Karl Steinhuber, canoista austriaco (Linz, n. 1906 - † 2002)

## Canottieri(3)
- Karl Schulze, canottiere tedesco (Dresda, n. 1988)
- Karl Schöchlin, canottiere svizzero (n. 1894 - † 1974)
- Karl Vernon, canottiere britannico (Neuenahr, n. 1880 - Worthing, † 1973)

## Cantanti(6)
- Ralf Bendix, cantante, produttore discografico e compositore tedesco (Dortmund, n. 1924 - Stansstad, † 2014)
- Wolf Biermann, cantante, poeta e scrittore tedesco (Amburgo, n. 1936)
- Karl Sanders, cantante, chitarrista e bassista statunitense (Greenville, n. 1963)
- Felix Sandman, cantante e attore svedese (Värmdö, n. 1998)
- Thomas Stenström, cantante svedese (Uddevalla församling, n. 1988)
- Karl Wallinger, cantante, compositore e polistrumentista britannico (Prestatyn, n. 1957 - Hastings, † 2024)

## Cardinali(5)
- Karl Becker, cardinale e teologo tedesco (Colonia, n. 1928 - Roma, † 2015)
- Karl Kajetan von Gaisruck, cardinale e arcivescovo cattolico austriaco (Klagenfurt, n. 1769 - Milano, † 1846)
- Karl Lehmann, cardinale e vescovo cattolico tedesco (Sigmaringen, n. 1936 - Magonza, † 2018)
- Karl August von Reisach, cardinale e arcivescovo cattolico tedesco (Roth, n. 1800 - Contamine-sur-Arve, † 1869)
- Karl Joseph Schulte, cardinale e arcivescovo cattolico tedesco (Valbert, n. 1871 - Colonia, † 1941)

## Cavalieri(1)
- Sigurd Svensson, cavaliere svedese (n. 1912 - Stoccolma, † 1969)

## Cestisti(10)
- Karl Ampt, ex cestista tedesco (Marburgo, n. 1949)
- Karl Cochran, ex cestista statunitense (Marietta, n. 1992)
- Karl Endres, cestista tedesco (Erlabrunn, n. 1911 - Würzburg, † 1993)
- Pétur Guðmundsson, ex cestista e allenatore di pallacanestro islandese (Reykjavík, n. 1958)
- Karl Malone, ex cestista e allenatore di pallacanestro statunitense (Summerfield, n. 1963)
- Karl Niamamoukoko, ex cestista della Repubblica del Congo (Brazzaville, n. 1992)
- Karl Tatham, cestista e allenatore di pallacanestro britannico (Londra, n. 1956 - † 2020)
- Karl Tilleman, ex cestista canadese (Ogden, n. 1960)
- Örjan Widén, cestista svedese (n. 1930 - † 2025)
- Leif Yttergren, ex cestista svedese (Stoccolma, n. 1956)

## Chimici(13)
- Karl Friedrich von Auwers, chimico tedesco (Gotha, n. 1869 - Marburgo, † 1939)
- Karl Brunner, chimico austriaco (Linz, n. 1855 - Innsbruck, † 1935)
- Karl Ernst Claus, chimico tedesco (Tartu, n. 1796 - Tartu, † 1864)
- Karl Oswald Victor Engler, chimico tedesco (Weisweil, n. 1842 - Karlsruhe, † 1925)
- Karl Fischer, chimico tedesco (Monaco di Baviera, n. 1901 - † 1958)
- Karl Gottfried Hagen, chimico tedesco (Königsberg, n. 1749 - Königsberg, † 1829)
- Karl Friedrich Mohr, chimico tedesco (Coblenza, n. 1806 - Bonn, † 1879)
- Charles Pfizer, chimico e imprenditore tedesco (Ludwigsburg, n. 1824 - Newport, † 1906)
- Karl Friedrich Rammelsberg, chimico e mineralogista tedesco (Berlino, n. 1813 - Groß-Lichterfelde, † 1899)
- Karl Reimer, chimico tedesco (Lipsia, n. 1845 - Berlino, † 1883)
- Karl Wilhelm Rosenmund, chimico tedesco (Berlino, n. 1884 - Kiev, † 1965)
- Barry Sharpless, chimico statunitense (Filadelfia, n. 1941)
- Karl Ziegler, chimico tedesco (Helsa, n. 1898 - Mülheim an der Ruhr, † 1973)

## Chirurghi(5)
- Wilhelm Busch, chirurgo tedesco (Marburgo, n. 1826 - Bonn, † 1881)
- Karl Ferdinand von Gräfe, chirurgo tedesco (Varsavia, n. 1787 - Hannover, † 1840)
- Karl Gustav Himly, chirurgo e oculista tedesco (Braunschweig, n. 1772 - Gottinga, † 1837)
- Karl Schönborn, chirurgo tedesco (Breslavia, n. 1840 - Würzburg, † 1906)
- Karl Thiersch, chirurgo tedesco (Monaco di Baviera, n. 1822 - Lipsia, † 1895)

## Chitarristi(2)
- Karl Backman, chitarrista, cantante e pittore svedese (Umeå, n. 1970)
- Karl Logan, chitarrista statunitense (n. 1965)

## Ciclisti su strada(5)
- Karl Altenburger, ciclista su strada tedesco (Altenburg, n. 1909 - Jestetten, † 1978)
- Karl Patrick Lauk, ciclista su strada estone (Kuressaare, n. 1997)
- Karl Litschi, ciclista su strada e ciclocrossista svizzero (Felben, n. 1912 - Andelfingen, † 1999)
- Ragnar Malm, ciclista su strada svedese (Denver, n. 1893 - † 1959)
- Karl Menzies, ex ciclista su strada australiano (Devonport, n. 1977)

## Clarinettisti(1)
- Karl Leister, clarinettista tedesco (Wilhelmshaven, n. 1937)

## Collezionisti d'arte(1)
- Karl Eduard von Liphart, collezionista d'arte e storico dell'arte russo (Kambja, n. 1808 - Firenze, † 1891)

## Compositori(10)
- Karl Friedrich Abel, compositore e gambista tedesco (Köthen, n. 1723 - Londra, † 1787)
- Friedrich Curschmann, compositore tedesco (Berlino, n. 1805 - Wrzeszcz, † 1841)
- Karl Jul'evič Davydov, compositore, violoncellista e docente russo (Kuldīga, Lettonia, n. 1838 - Mosca, † 1889)
- Heinrich Ehrlich, compositore e pianista tedesco (Vienna, n. 1822 - Berlino, † 1899)
- Karl Goldmark, compositore ungherese (Keszthely, n. 1830 - Vienna, † 1915)
- Karl Amadeus Hartmann, compositore tedesco (Monaco di Baviera, n. 1905 - Monaco di Baviera, † 1963)
- Karl Jenkins, compositore e musicista gallese (Swansea, n. 1944)
- Karl Komzák, compositore e direttore d'orchestra ceco (Praga, n. 1850 - Baden, † 1905)
- Karl Weigl, compositore e pianista austriaco (Vienna, n. 1881 - New York, † 1949)
- Karl Weinberger, compositore austriaco (Vienna, n. 1861 - † 1939)

## Compositori di scacchi(2)
- Karl Fabel, compositore di scacchi tedesco (Amburgo, n. 1905 - Egenhofen, † 1975)
- Jesper Jespersen, compositore di scacchi danese (Copenaghen, n. 1848 - Copenaghen, † 1914)

## Conduttori televisivi(2)
- Karl Pilkington, conduttore televisivo, conduttore radiofonico e attore britannico (Manchester, n. 1972)
- Karl Zéro, conduttore televisivo, regista e cantante francese (Aix-les-Bains, n. 1961)

## Critici letterari(1)
- Karl Beckson, critico letterario e saggista statunitense (n. 1926 - † 2008)

## Cuochi(1)
- Károly Gundel, cuoco, imprenditore e scrittore ungherese (Budapest, n. 1883 - Budapest, † 1956)

## Dermatologi(1)
- Karl Touton, dermatologo e botanico tedesco (Alzey, n. 1858 - Wiesbaden, † 1934)

## Diplomatici(9)
- Karl Konrad von Beroldingen, diplomatico e militare svizzero (Lugano, n. 1624 - Lugano, † 1706)
- Karl Wilhelm Finck von Finckenstein, diplomatico e politico prussiano (Magdeburgo, n. 1714 - Stoccolma, † 1800)
- Karl Max von Lichnowsky, diplomatico tedesco (Krzyżanowice, n. 1860 - Chuchelná, † 1928)
- Karl von Macchio, diplomatico e nobile austriaco (Hermannstadt, n. 1859 - Vienna, † 1945)
- Karl Vasil'evič Nessel'rode, diplomatico e politico russo (Lisbona, n. 1780 - San Pietroburgo, † 1862)
- Karl Robert Osten-Sacken, diplomatico e entomologo russo (n. 1828 - † 1906)
- Karl von Pfusterschmid-Hardtenstein, diplomatico e nobile austriaco (Vienna, n. 1826 - Salisburgo, † 1904)
- Karl Graf von Spreti, diplomatico, architetto e politico tedesco (Landshut, n. 1907 - Città del Guatemala, † 1970)
- Karl Załuski von Zaluskie, diplomatico, orientalista e linguista polacco (Klaipėda, n. 1834 - Iwonicz-Zdrój, † 1919)

## Direttori d'orchestra(6)
- Karl Alwin, direttore d'orchestra tedesco (Königsberg, n. 1891 - Città del Messico, † 1945)
- Karl Böhm, direttore d'orchestra austriaco (Graz, n. 1894 - Salisburgo, † 1981)
- Karl Elmendorff, direttore d'orchestra tedesco (Düsseldorf, n. 1891 - Hofheim am Taunus, † 1962)
- Karl Muck, direttore d'orchestra tedesco (Darmstadt, n. 1859 - Stoccarda, † 1940)
- Karl Münchinger, direttore d'orchestra tedesco (Stoccarda, n. 1915 - Stoccarda, † 1990)
- Karl Anton Rickenbacher, direttore d'orchestra svizzero (Basilea, n. 1940 - Montreux, † 2014)

## Direttori della fotografia(3)
- Karl Brown, direttore della fotografia, sceneggiatore e regista statunitense (McKeesport, n. 1896 - Woodland Hills, † 1990)
- Karl Walter Lindenlaub, direttore della fotografia tedesco (Brema, n. 1957)
- Karl Struss, direttore della fotografia e fotografo statunitense (New York, n. 1886 - Santa Monica, † 1981)

## Direttori teatrali(1)
- Karl Friedrich Hensler, direttore teatrale e commediografo tedesco (Vaihingen an der Enz, n. 1759 - Vienna, † 1825)

## Dirigenti sportivi(4)
- Karl Anderson, dirigente sportivo e ex sciatore alpino statunitense (Lewiston, n. 1953)
- Willibald Gebhardt, dirigente sportivo, scienziato e chimico tedesco (Berlino, n. 1861 - Berlino, † 1921)
- Karl Hopfner, dirigente sportivo tedesco (Monaco di Baviera, n. 1952)
- Thomas Löfkvist, dirigente sportivo e ex ciclista su strada svedese (Visby, n. 1984)

## Drammaturghi(4)
- Karl Koberstein, drammaturgo tedesco (Pforta, n. 1836 - Wilmersdorf, † 1899)
- Karl Meisl, drammaturgo austriaco (Lubiana, n. 1775 - Vienna, † 1853)
- Karl Valentin, commediografo tedesco (Monaco di Baviera, n. 1882 - Planegg, † 1948)
- Karl von Holtei, drammaturgo tedesco (Breslavia, n. 1798 - † 1880)

## Ebanisti(1)
- Karl Schmidt-Hellerau, ebanista e imprenditore tedesco (Zschopau, n. 1873 - Hellerau, † 1948)

## Economisti(6)
- Gustav Cassel, economista svedese (n. 1866 - † 1945)
- Karl Eugen Dühring, economista e filosofo tedesco (Berlino, n. 1833 - Nowawes, † 1921)
- Karl Theodor von Inama-Sternegg, economista, statistico e storico austriaco (Augusta, n. 1843 - Innsbruck, † 1908)
- Karl William Kapp, economista tedesco (Königsberg, n. 1910 - Ragusa, † 1976)
- Karl Heinrich Rau, economista tedesco (Erlangen, n. 1792 - Heidelberg, † 1870)
- Karl Schiller, economista e politico tedesco (Breslavia, n. 1911 - Amburgo, † 1994)

## Editori(2)
- Karl Baedeker, editore tedesco (Essen, n. 1801 - Coblenza, † 1859)
- Karl Hess, editore statunitense (Washington, n. 1923 - † 1994)

## Educatori(1)
- Karl Friedrich von Klöden, educatore, geografo e storico tedesco (Berlino, n. 1786 - Berlino, † 1856)

## Egittologi(1)
- Karl Richard Lepsius, egittologo, geologo e archeologo tedesco (Naumburg, n. 1810 - Berlino, † 1884)

## Entomologi(1)
- Karl Bleyl, entomologo tedesco (n. 1908 - Oranienbaum, † 1995)

## Esoteristi(1)
- Karl Maria Wiligut, esoterista austriaco (Vienna, n. 1866 - Bad Arolsen, † 1946)

## Esperantisti(1)
- Karl Max Liniger, esperantista svizzero (Berna, n. 1901 - Ginevra, † 1965)

## Esploratori(3)
- Karl Klaus von der Decken, esploratore tedesco (Kotzen, n. 1833 - Bardera, † 1865)
- Karl Mauch, esploratore tedesco (Stetten, n. 1837 - Stoccarda, † 1875)
- Karl Sapper, esploratore, linguista e etnologo tedesco (Wittislingen, n. 1866 - Garmisch-Partenkirchen, † 1945)

## Farmacologi(1)
- Karl Gustav Mitscherlich, farmacologo tedesco (Jever, n. 1805 - Berlino, † 1871)

## Filologi(27)
- Karl Bartsch, filologo tedesco (Sprottau, n. 1832 - Heidelberg, † 1888)
- Agathon Benary, filologo classico e linguista tedesco (Kassel, n. 1807 - Berlino, † 1860)
- Karl Friedrich Heinrich Bruchmann, filologo classico tedesco (Breslavia, n. 1863 - † 1919)
- Karl Büchner, filologo classico tedesco (Gaschwitz, n. 1910 - Denzlingen, † 1981)
- Karl Wilhelm Dindorf, filologo classico tedesco (Lipsia, n. 1802 - † 1883)
- Karl Friederichs, filologo classico e archeologo tedesco (Delmenhorst, n. 1831 - Berlino, † 1871)
- Johannes Geffcken, filologo classico tedesco (Berlino, n. 1861 - Rostock, † 1935)
- Karl Ernst Georges, filologo classico, latinista e lessicografo tedesco (Gotha, n. 1806 - Gotha, † 1895)
- Alfred Gercke, filologo classico tedesco (Hannover, n. 1860 - Breslavia, † 1922)
- Karl Wilhelm Göttling, filologo classico tedesco (Jena, n. 1793 - Jena, † 1869)
- Karl Felix Halm, filologo classico e bibliotecario tedesco (Monaco di Baviera, n. 1809 - Monaco di Baviera, † 1882)
- Karl Friedrich Heinrich, filologo classico tedesco (Molschleben, n. 1774 - Bonn, † 1838)
- Karl Friedrich Hermann, filologo classico tedesco (Francoforte sul Meno, n. 1804 - Gottinga, † 1855)
- Karl Wilhelm Krüger, filologo classico tedesco (Gross Nossin, n. 1796 - Weinheim, † 1874)
- Karl Lachmann, filologo classico tedesco (Braunschweig, n. 1793 - Berlino, † 1851)
- Joachim Marquardt, filologo classico tedesco (Danzica, n. 1812 - Gotha, † 1882)
- Karl Meuli, filologo classico svizzero (Märstetten, n. 1891 - Basilea, † 1968)
- Karl Müllenhoff, filologo e archeologo tedesco (Marne, n. 1818 - Berlino, † 1884)
- Karl Praechter, filologo classico tedesco (Heidelberg, n. 1858 - Halle an der Saale, † 1933)
- Karl von Prantl, filologo, filosofo e logico tedesco (Landsberg am Lech, n. 1820 - Oberstdorf, † 1888)
- Karl Ferdinand Ranke, filologo classico, grecista e biografo tedesco (Wiehe, n. 1802 - Berlino, † 1876)
- Karl Reinhardt, filologo classico e grecista tedesco (Detmold, n. 1886 - Francoforte sul Meno, † 1958)
- Karl Schenkl, filologo classico e lessicografo austriaco (Brno, n. 1827 - Graz, † 1900)
- Karl Verner, filologo e linguista danese (Århus, n. 1846 - Copenaghen, † 1896)
- Karl Vollmöller, filologo tedesco (Ilsfeld, n. 1848 - Dresda, † 1922)
- Karl Vossler, filologo e italianista tedesco (Hohenheim, n. 1872 - Monaco di Baviera, † 1949)
- Karl Gottlob Zumpt, filologo classico e latinista tedesco (Berlino, n. 1792 - Karlsbad, † 1849)

## Filosofi(18)
- Karl Theodor Bayrhoffer, filosofo tedesco (Marburgo, n. 1812 - Monroe, † 1888)
- Eduard von Hartmann, filosofo tedesco (Berlino, n. 1842 - Berlino, † 1906)
- Karl Jaspers, filosofo e psichiatra tedesco (Oldenburg, n. 1883 - Basilea, † 1969)
- Karl Kautsky, filosofo, politologo e economista tedesco (Praga, n. 1854 - Amsterdam, † 1938)
- Karl Korsch, filosofo e politico tedesco (Tostedt, n. 1886 - Cambridge, † 1961)
- Karl Krause, filosofo tedesco (Eisenberg, n. 1781 - Monaco di Baviera, † 1832)
- Karl Friedrich Köppen, filosofo tedesco (Nieder-Goerne, n. 1808 - Berlino, † 1863)
- Theodor Lessing, filosofo tedesco (Hannover, n. 1872 - Marienbad, † 1933)
- Karl Loewenstein, filosofo e politologo tedesco (Monaco di Baviera, n. 1891 - Heidelberg, † 1973)
- Karl Löwith, filosofo tedesco (Monaco di Baviera, n. 1897 - Heidelberg, † 1973)
- Karl Marx, filosofo, economista e politologo tedesco (Treviri, n. 1818 - Londra, † 1883)
- Karl Popper, filosofo austriaco (Vienna, n. 1902 - Londra, † 1994)
- Karl Leonhard Reinhold, filosofo austriaco (Vienna, n. 1757 - Kiel, † 1823)
- Friedrich Schlegel, filosofo tedesco (Hannover, n. 1772 - Dresda, † 1829)
- Karl Schuhmann, filosofo tedesco (Hausen-Steinfeld, n. 1941 - Utrecht, † 2003)
- Karl Wilhelm Ferdinand Solger, filosofo tedesco (Schwedt, n. 1780 - Berlino, † 1819)
- Karl Vorländer, filosofo tedesco (Marburg, n. 1860 - Marburg, † 1928)
- Karl von Eckartshausen, filosofo tedesco (Haimhausen, n. 1752 - Monaco di Baviera, † 1803)

## Fisici(10)
- Karl Bechert, fisico e politico tedesco (Norimberga, n. 1901 - Weilmünster, † 1981)
- Carl Ferdinand Braun, fisico tedesco (Fulda, n. 1850 - New York, † 1918)
- Karl Compton, fisico statunitense (Wooster, n. 1897 - New York, † 1954)
- Karl Guthe Jansky, fisico statunitense (Norman, n. 1905 - Red Bank, † 1950)
- Karl Meissner, fisico tedesco (Reutlingen, n. 1891 - Oceano Atlantico, † 1959)
- Karl Alexander Müller, fisico svizzero (Basilea, n. 1927 - Zurigo, † 2023)
- Karl Emil von Schafhäutl, fisico, geologo e musicologo tedesco (Ingolstadt, n. 1803 - Monaco di Baviera, † 1890)
- Manne Siegbahn, fisico svedese (Örebro, n. 1886 - Stoccolma, † 1978)
- Karl Wienert, geofisico tedesco (Serpallen, n. 1913 - Prussia Orientale, † 1992)
- Karl Zimmer, fisico e genetista tedesco (n. 1911 - † 1988)

## Fisiologi(1)
- Karl Friedrich Burdach, fisiologo tedesco (Lipsia, n. 1776 - Königsberg, † 1847)

## Flautisti(1)
- Karl Doppler, flautista, compositore e direttore d'orchestra ungherese (Leopoli, n. 1825 - Stoccarda, † 1900)

## Fondisti(6)
- Sigurd Andersson, fondista svedese (Kalix, n. 1926 - Kalix, † 2009)
- Volger Andersson, fondista svedese (Sundsvall, n. 1896 - Sundsvall, † 1969)
- Thobias Fredriksson, ex fondista svedese (Mellerud, n. 1975)
- Emil Jönsson, ex fondista svedese (Sandviken, n. 1985)
- Niklas Jonsson, ex fondista svedese (Piteå, n. 1969)
- Gustaf Jonsson, fondista svedese (Lycksele, n. 1903 - Stoccolma, † 1990)

## Fotografi(3)
- Karl Blossfeldt, fotografo, scultore e insegnante tedesco (Schielo, n. 1865 - Berlino, † 1932)
- Karl Bulla, fotografo russo (Głubczyce, n. 1855 - Saaremaa, † 1929)
- Karl Hugo Schmölz, fotografo tedesco (Weißenhorn, n. 1917 - Lahnstein, † 1986)

## Genealogisti(1)
- Karl Inama von Sternegg, genealogista e araldista austriaco (Innsbruck-Wilten, n. 1871 - Innsbruck, † 1931)

## Geodeti(1)
- Karl Kraus, geodeta tedesco (n. 1939 - Berlino, † 2006)

## Geografi(2)
- Karl Andree, geografo tedesco (Braunschweig, n. 1808 - Wildungen, † 1875)
- Karl Wilhelm Dove, geografo, meteorologo e esploratore tedesco (Tubinga, n. 1863 - Jena, † 1922)

## Geologi(7)
- Karl Friedrich Heinrich Credner, geologo tedesco (Waltershausen, n. 1809 - Halle, † 1876)
- Karl Eichwald, geologo, esploratore e naturalista russo (Jelgava, n. 1795 - San Pietroburgo, † 1876)
- Immanuel Friedlaender, geologo tedesco (Berlino, n. 1871 - Zurigo, † 1948)
- Karl Georg von Raumer, geologo, educatore e mineralogista tedesco (Wörlitz, n. 1783 - Erlangen, † 1865)
- Harry Rosenbusch, geologo e mineralogista tedesco (Einbeck, n. 1836 - Heidelberg, † 1914)
- Karl von Fritsch, geologo e paleontologo tedesco (Weimar, n. 1838 - Merseburg, † 1906)
- Karl Alfred von Zittel, geologo e paleontologo tedesco (Bahlingen, n. 1839 - Monaco di Baviera, † 1904)

## Germanisti(1)
- Karl Goedeke, germanista, scrittore e giornalista tedesco (Celle, n. 1814 - Gottinga, † 1887)

## Gesuiti(1)
- Karl Rahner, gesuita e teologo tedesco (Friburgo in Brisgovia, n. 1904 - Innsbruck, † 1984)

## Ginecologi(2)
- Karl von Hecker, ginecologo tedesco (Berlino, n. 1827 - Monaco di Baviera, † 1882)
- Karl Schroeder, ginecologo tedesco (Neustrelitz, n. 1838 - Berlino, † 1887)

## Ginnasti(12)
- Gösta Åsbrink, ginnasta e pentatleta svedese (Lovö, n. 1881 - Stoccolma, † 1966)
- Karl Frei, ginnasta svizzero (Regensdorf, n. 1917 - Schlieren, † 2011)
- Karl Kirk, ginnasta danese (Sønder Nærå, n. 1890 - Aarhus, † 1955)
- Karl Lindahl, ginnasta svedese (n. 1890 - † 1960)
- Edmund Lindmark, ginnasta e tuffatore svedese (Umeå, n. 1894 - Stoccolma, † 1968)
- Karl Lund, ginnasta finlandese (Helsinki, n. 1888 - Helsinki, † 1942)
- Karl Neukirch, ginnasta tedesco (Berlino, n. 1864 - Berlino, † 1941)
- Axel Norling, ginnasta, tuffatore e tiratore di fune svedese (Stoccolma, n. 1884 - Stoccolma, † 1964)
- Torsten Sandelin, ginnasta finlandese (n. 1887 - † 1950)
- Alfred Schwarzmann, ginnasta tedesco (Fürth, n. 1912 - Goslar, † 2000)
- William Thoresson, ex ginnasta svedese (Göteborg, n. 1932)
- Kaarlo Vähämäki, ginnasta finlandese (Helsinki, n. 1892 - † 1984)

## Giocatori di curling(1)
- Karl Wahlberg, giocatore di curling svedese (Stoccolma, n. 1874 - Stoccolma, † 1934)

## Giocatori di football americano(7)
- Karl Brooks, giocatore di football americano samoano americano (Lansing, n. 2000)
- Anders Hermodsson, giocatore di football americano e allenatore di football americano svedese (Stoccolma, n. 1989 - † 2022)
- Karl Joseph, giocatore di football americano statunitense (Orlando, n. 1993)
- Karl Klug, giocatore di football americano statunitense (La Crosse, n. 1988)
- Karl Michel, ex giocatore di football americano tedesco
- Karl Noa, ex giocatore di football americano statunitense (Waianae)
- Karl Wilson, giocatore di football americano statunitense (Amite City, n. 1964)

## Giornalisti(5)
- Karl Harrer, giornalista e politico tedesco (Beilngries, n. 1890 - Monaco di Baviera, † 1926)
- Karl Kühling, giornalista, scrittore e politico tedesco (Osnabrück, n. 1899 - Osnabrück, † 1985)
- Karl Rove, giornalista e politologo statunitense (Denver, n. 1950)
- Karl Felix Wolff, giornalista, scrittore e antropologo austriaco (Karlstadt, n. 1879 - Bolzano, † 1966)
- Karl von Vogelsang, giornalista tedesco (Legnica, n. 1818 - Vienna, † 1890)

## Giuristi(10)
- Karl von Amira, giurista, storico e filologo tedesco (Aschaffenburg, n. 1848 - Monaco di Baviera, † 1930)
- Werner Best, giurista e generale tedesco (Darmstadt, n. 1903 - Mülheim an der Ruhr, † 1989)
- Karl Binding, giurista tedesco (Francoforte sul Meno, n. 1841 - Friburgo in Brisgovia, † 1920)
- Carl Friedrich von Gerber, giurista e politico tedesco (Ebeleben, n. 1823 - Dresda, † 1891)
- Karl Larenz, giurista e filosofo tedesco (Wesel, n. 1903 - Olching, † 1993)
- Karl Llewellyn, giurista statunitense (Seattle, n. 1893 - Chicago, † 1962)
- Karl Magnus Bergbohm, giurista tedesco (Riga, n. 1849 - Bonn, † 1927)
- Friedrich von Roth, giurista tedesco (Vaihingen an der Enz, n. 1780 - Monaco di Baviera, † 1852)
- Karl Eduard Zachariae von Lingenthal, giurista e storico tedesco (Heidelberg, n. 1812 - Großkmehlen, † 1894)
- Karl von Gareis, giurista tedesco (Bamberga, n. 1844 - Monaco di Baviera, † 1923)

## Grecisti(2)
- Karl Otfried Müller, grecista, filologo classico e etruscologo tedesco (Brieg, n. 1797 - Atene, † 1840)
- Karl Wilhelm Ludwig Müller, grecista tedesco (Clausthal-Zellerfeld, n. 1813 - Gottinga, † 1894)

## Hacker(1)
- Karl Koch, hacker tedesco (Hannover, n. 1965 - Ohof, † 1989)

## Hockeisti su ghiaccio(3)
- Carl Abrahamsson, hockeista su ghiaccio svedese (Södertälje, n. 1896 - Södertälje, † 1948)
- Magnus Pääjärvi-Svensson, hockeista su ghiaccio svedese (Norrköping, n. 1991)
- Håkan Södergren, ex hockeista su ghiaccio svedese (Rosersberg, n. 1959)

## Hockeisti su prato(1)
- Karl Dröse, hockeista su prato tedesco (Francoforte sul Meno, n. 1913 - Francoforte sul Meno, † 1996)

## Imprenditori(7)
- Carlo Abarth, imprenditore austriaco (Vienna, n. 1908 - Vienna, † 1979)
- Karl Albrecht, imprenditore tedesco (Essen, n. 1920 - Essen, † 2014)
- Karl von Meck, imprenditore russo (n. 1821 - Mosca, † 1876)
- Karl Rapp, imprenditore e ingegnere tedesco (Ehingen, n. 1882 - Locarno, † 1962)
- Karl Weinbacher, imprenditore tedesco (Stettino, n. 1898 - Hameln, † 1946)
- Karl Wittgenstein, imprenditore e mecenate austriaco (Gohlis, n. 1847 - Vienna, † 1913)
- Karl Zuegg, imprenditore italiano (Lana, n. 1914 - Lana, † 2005)

## Indologi(1)
- Karl Seidenstücker, indologo, scrittore e traduttore tedesco (Gerbstedt, n. 1876 - Lipsia, † 1936)

## Infermieri(1)
- Karl Gorath, infermiere tedesco (Bad Zwischenahn, n. 1912 - Bremerhaven, † 2003)

## Ingegneri(11)
- Brunolf Baade, ingegnere tedesco (Rixdorf, n. 1904 - Berlino, † 1969)
- Karl Behrens, ingegnere tedesco (Berlino, n. 1909 - Berlino, † 1943)
- Karl Benz, ingegnere tedesco (Karlsruhe, n. 1844 - Ladenburg, † 1929)
- Karl Culmann, ingegnere tedesco (Bergzabern, n. 1821 - Zurigo, † 1881)
- Karl Gruber, ingegnere, diplomatico e politico austriaco (Innsbruck, n. 1909 - Innsbruck, † 1995)
- Karl Gölsdorf, ingegnere austriaco (Vienna, n. 1861 - Wolfsbergkogel, † 1916)
- Karl Imhoff, ingegnere e inventore tedesco (Mannheim, n. 1876 - Essen, † 1965)
- Karl Maybach, ingegnere e imprenditore tedesco (Deutz, n. 1879 - Friedrichshafen, † 1960)
- Karl von Terzaghi, ingegnere austriaco (Praga, n. 1883 - Winchester, † 1963)
- Karl Willy Wagner, ingegnere tedesco (Friedrichsdorf, n. 1883 - Friedrichsdorf, † 1953)
- Karl Jakob Weber, ingegnere, architetto e archeologo svizzero (Arth, n. 1712 - † 1764)

## Inventori(2)
- Karl Drais, inventore tedesco (Karlsruhe, n. 1785 - Karlsruhe, † 1851)
- Karl Jatho, inventore tedesco (n. 1873 - † 1933)

## Latinisti(1)
- Karl Galinsky, latinista e filologo classico francese (Strasburgo, n. 1942 - Austin, † 2024)

## Letterati(1)
- Karl August Förster, letterato e traduttore tedesco (Naumburg, n. 1784 - Dresda, † 1841)

## Linguisti(4)
- Karl Brugmann, linguista e filologo tedesco (Wiesbaden, n. 1849 - Lipsia, † 1919)
- Karl Jaberg, linguista e filologo svizzero (Langenthal, n. 1877 - Berna, † 1958)
- Karl Julius Schröer, linguista e critico letterario tedesco (Bratislava, n. 1825 - Vienna, † 1900)
- Karl Weinhold, linguista, germanista e medievista tedesco (Dzierżoniów, n. 1823 - Bad Nauheim, † 1901)

## Lottatori(5)
- Charles Ericksen, lottatore norvegese (Tønsberg, n. 1875 - Brooklyn, † 1916)
- Ragnar Fogelmark, lottatore svedese (Visby, n. 1888 - Karlstad, † 1914)
- Gustav Freij, lottatore svedese (Malmö, n. 1922 - Malmö, † 1973)
- David Karlsson, lottatore svedese (Edsbro, n. 1881 - Stoccolma, † 1946)
- Erik Lindén, lottatore svedese (Malmö, n. 1911 - Stoccolma, † 1992)

## Martellisti(2)
- Karl Hein, martellista tedesco (Amburgo, n. 1908 - Amburgo, † 1982)
- Karl Storch, martellista tedesco (Fulda, n. 1913 - † 1992)

## Matematici(11)
- Karl Feuerbach, matematico tedesco (Jena, n. 1800 - Erlangen, † 1834)
- Karl Hessenberg, matematico e ingegnere tedesco (n. 1904 - † 1959)
- Karl Menger, matematico austriaco (Vienna, n. 1902 - Highland Park, † 1985)
- Karl Pearson, matematico e statistico britannico (Londra, n. 1857 - Coldharbour, † 1936)
- Theodor Reye, matematico tedesco (Ritzebüttel, n. 1838 - Würzburg, † 1919)
- Karl Rubin, matematico statunitense (n. 1956)
- Hermann Schwarz, matematico tedesco (Hermsdorf, n. 1843 - Berlino, † 1921)
- Karl Schwarzschild, matematico, astronomo e astrofisico tedesco (Francoforte sul Meno, n. 1873 - Potsdam, † 1916)
- Karl Georg Christian von Staudt, matematico tedesco (Rothenburg, n. 1798 - Erlangen, † 1867)
- Theodor Vahlen, matematico austriaco (Vienna, n. 1869 - Praga, † 1945)
- Karl Weierstrass, matematico tedesco (Ostenfelde, n. 1815 - Berlino, † 1897)

## Medici(14)
- Karl Samuel Andersch, medico e anatomista tedesco (n. 1732 - Königsberg, † 1777)
- Karl Aschoff, medico tedesco (Berlino, n. 1866 - Friburgo in Brisgovia, † 1942)
- Karl Adolph von Basedow, medico tedesco (Dessau, n. 1799 - Merseburg, † 1854)
- Karl Heinrich Baumgärtner, medico e patologo tedesco (Pforzheim, n. 1798 - Baden-Baden, † 1886)
- Karl Brandt, medico, generale e criminale di guerra tedesco (Mülhausen, n. 1904 - Landsberg am Lech, † 1948)
- Karl Joseph Eberth, medico tedesco (Würzburg, n. 1835 - Berlino, † 1926)
- Karl Maria Herrligkoffer, medico tedesco (Schweinfurt, n. 1916 - Monaco di Baviera, † 1991)
- Karl Gottlob Kühn, medico tedesco (Spergau, n. 1754 - Lipsia, † 1840)
- Karl Landsteiner, medico, biologo e fisiologo austriaco (Baden, n. 1868 - New York, † 1943)
- Karl Lauterbach, medico e politico tedesco (Düren, n. 1963)
- Karl Pribram, medico austriaco (Vienna, n. 1919 - † 2015)
- Karl von Rokitansky, medico, filosofo e politico boemo (Hradec Králové, n. 1804 - Vienna, † 1878)
- Karl Stoerk, medico austro-ungarico (n. 1832 - Vienna, † 1899)
- Karl von Pfeufer, medico tedesco (Bamberga, n. 1806 - Eben am Achensee, † 1869)

## Medievisti(1)
- Karl Manitius, medievista tedesco (Dresda, n. 1899 - Bernried am Starnberger See, † 1979)

## Mezzofondisti(3)
- Karl Bebendorf, mezzofondista tedesco (Dresda, n. 1996)
- Karl Fleschen, ex mezzofondista tedesco (Daun, n. 1955)
- Karl Paranya, ex mezzofondista statunitense (Rawmarsh, n. 1975)

## Micologi(3)
- Karl Wilhelm Gottlieb Leopold Fuckel, micologo tedesco (Reichelsheim, n. 1821 - Vienna, † 1876)
- Karl von Keissler, micologo austriaco (Vienna, n. 1872 - Vienna, † 1965)
- Karl von Tubeuf, micologo tedesco (Amorbach, n. 1862 - Monaco di Baviera, † 1941)

## Militari(45)
- Werner Braune, militare e agente segreto tedesco (Schlotheim, n. 1909 - Landsberg am Lech, † 1951)
- Fritz Braune, militare tedesco (Mehrstedt, n. 1910 - Alsfeld, † 1992)
- Karl Bömelburg, militare e poliziotto tedesco (Elberfeld, n. 1885 - Monaco di Baviera, † 1946)
- Karl von Culoz, militare austriaco (Hartberg, n. 1785 - Venezia, † 1862)
- Werner Dubois, militare tedesco (Wuppertal, n. 1913 - Münster, † 1971)
- Karl Frenzel, militare tedesco (Zehdenick, n. 1911 - Garbsen, † 1996)
- Karl Fritzsch, militare tedesco (Aš, n. 1903 - Berlino, † 1945)
- Karl von Gorzowsky, militare e politico polacco (Babice, n. 1778 - Venezia, † 1858)
- Karl von Harrach, militare austriaco (Rohrau, n. 1570 - Praga, † 1628)
- Karl Hass, militare e criminale di guerra tedesco (Kiel, n. 1912 - Castel Gandolfo, † 2004)
- Karl Hölblinger, militare tedesco (Vienna, n. 1910)
- Karl Jäger, militare svizzero (Sciaffusa, n. 1888 - Hohenasperg, † 1959)
- Karl Johann Pfefferkorn von Ottenbach, militare austriaco (n. 1725 - † 1809)
- Karl Otto Koch, militare tedesco (Darmstadt, n. 1897 - Buchenwald, † 1945)
- Wilhelm Koppe, militare tedesco (Hildesheim, n. 1896 - Bonn, † 1975)
- Heinrich Kreipe, militare tedesco (Niederspier, n. 1895 - Northeim, † 1976)
- Karl Kreutz, militare tedesco (Bromberg, n. 1909 - Bonn, † 1997)
- Karl Künstler, militare tedesco (Zella, n. 1901 - Norimberga, † 1945)
- Karl Linnas, militare estone (Tartu, n. 1919 - Leningrado, † 1987)
- Karl Mayr, militare tedesco (Mindelheim, n. 1883 - Buchenwald, † 1945)
- Helmut Michalik, militare tedesco (Steegen, n. 1894 - Pralea, † 1944)
- Karl Möckel, militare tedesco (Klingenthal, n. 1901 - Cracovia, † 1948)
- Karl Möring, militare, pubblicista e politico austriaco (Mariahilf, n. 1810 - Vienna, † 1870)
- Karl von Müller, militare tedesco (Hannover, n. 1873 - Braunschweig, † 1923)
- Barone di Münchhausen, militare tedesco (Bodenwerder, n. 1720 - Bodenwerder, † 1797)
- Karl August Nerger, militare tedesco (Rostock, n. 1875 - Campo di concentramento di Sachsenhausen, † 1947)
- Karl Nicolussi-Leck, militare (Vadena, n. 1917 - Bolzano, † 2008)
- Karl Viktorovič Pauker, militare sovietico (Leopoli, n. 1893 - Mosca, † 1937)
- Karl Plagge, militare tedesco (Darmstadt, n. 1897 - Darmstadt, † 1957)
- Karl Pötzinger, militare tedesco (Lipsia, n. 1908 - Italia, † 1944)
- Karl Radermacher, militare tedesco (Aquisgrana, n. 1922 - Aquisgrana, † 2016)
- Karl Rahm, militare austriaco (Klosterneuburg, n. 1907 - Litoměřice, † 1947)
- Karl Roßmann, militare tedesco (Kempten, n. 1916 - Bad Kreuznach, † 2002)
- Karl Schneller, militare austro-ungarico (Vienna, n. 1878 - Vienna, † 1942)
- Karl Emil Schäfer, militare e aviatore tedesco (Krefeld, n. 1891 - Becelaere-Zandvoorde, † 1917)
- Karl Schönhals, militare austriaco (Braunfels, n. 1788 - Graz, † 1857)
- Karl Silberbauer, militare austriaco (Vienna, n. 1911 - Vienna, † 1972)
- Karl Steubl, militare austriaco (Austria, n. 1910 - Linz, † 1945)
- Karl Streibel, militare tedesco (Neustadt, n. 1903 - Amburgo, † 1986)
- Karl Franz Tausch, militare tedesco (Olmütz, n. 1922 - † 2008)
- Karl Friedrich Titho, militare tedesco (Feldrom, n. 1911 - Horn-Bad Meinberg, † 2001)
- Karl von Urban, militare austriaco (Cracovia, n. 1802 - Brünn, † 1877)
- Karl Windisch-Graetz, militare austriaco (Vienna, n. 1821 - Rebecco, † 1859)
- Karl Wolff, militare tedesco (Darmstadt, n. 1900 - Rosenheim, † 1984)
- Karl von Gober, militare austriaco (Breslavia, n. 1762 - † 1817)

## Mineralogisti(4)
- Gustav Bischof, mineralogista tedesco (Wöhrd, n. 1792 - Bonn, † 1870)
- Karl Cäsar von Leonhard, mineralogista e geologo tedesco (Offenbach am Main, n. 1779 - Heidelberg, † 1862)
- Karl Ludwig Felix Machatschki, mineralogista austriaco (Arnfels, n. 1895 - Vienna, † 1970)
- Hugo Strunz, mineralogista tedesco (Weiden in der Oberpfalz, n. 1910 - Unterwössen, † 2006)

## Miniatori(1)
- Karl Bechon, miniatore polacco (Varsavia, n. 1732 - Varsavia, † 1812)

## Missionari(2)
- Karl Wilhelm Isenberg, missionario tedesco (Barmen, n. 1806 - Stoccarda, † 1864)
- Karl Christian Weber, missionario e vescovo cattolico tedesco (Mittelbexbach, n. 1886 - Sankt Wendel, † 1970)

## Multiplisti(1)
- Hugo Wieslander, multiplista svedese (Kronoberg, n. 1889 - Stoccolma, † 1976)

## Musicisti(3)
- Carl Ferdinand Becker, musicista, compositore e organista tedesco (Lipsia, n. 1804 - Plagwitz, † 1877)
- Karl Haas, musicista, musicologo e direttore d'orchestra tedesco (Karlsruhe, n. 1900 - Londra, † 1970)
- Karl Hyde, musicista e cantante britannico (Worcester, n. 1957)

## Musicologi(5)
- Franz Brendel, musicologo e critico musicale tedesco (Stolberg, n. 1811 - Lipsia, † 1868)
- Karl Geiringer, musicologo, biografo e docente austriaco (Vienna, n. 1899 - Santa Barbara, † 1989)
- Karl Proske, musicologo tedesco (Gröbnig, n. 1794 - Ratisbona, † 1861)
- Hugo Riemann, musicologo, critico musicale e insegnante tedesco (Groß-Mehlra, n. 1849 - Lipsia, † 1919)
- Karl Weinmann, musicologo, insegnante e teologo tedesco (Vohenstrauß, n. 1873 - Pielenhofen, † 1929)

## Naturalisti(2)
- Karl Theodor Menke, naturalista tedesco (Brema, n. 1791 - Bad Pyrmont, † 1861)
- Karl von Moll, naturalista e politico austriaco (Thalgau, n. 1760 - Augusta, † 1838)

## Neuroscienziati(1)
- Karl J. Friston, neuroscienziato inglese (York, n. 1959)

## Nobili(10)
- Karl Ernst von Biron, nobile (n. 1728 - Königsberg, † 1801)
- Karl Theodor Joseph von Gemmingen, nobile e politico tedesco (Mannheim, n. 1780 - Hoffenheim, † 1849)
- Karl Gotthelf von Hund, nobile tedesco (Unwürde, n. 1722 - Meiningen, † 1776)
- Karl Otto von Gymnich, nobile e politico tedesco (Gymnich, n. 1715 - † 1785)
- Karl Chotek von Chotkow, nobile e politico boemo (Vienna, n. 1783 - Vienna, † 1868)
- Karl Ferdinand von Königsegg-Rothenfels, nobile, politico e diplomatico tedesco (Immenstadt, n. 1696 - Vienna, † 1759)
- Károly József Pálffy de Erdőd, nobile e politico ungherese (Vienna, n. 1735 - Vienna, † 1816)
- Karl Philipp Schwarzenberg, nobile e feldmaresciallo austriaco (Vienna, n. 1771 - Lipsia, † 1820)
- Karl von Waldburg-Zeil, nobile e esploratore tedesco (Isny im Allgäu, n. 1841 - Heimenkirch, † 1890)
- Karl August von Hardenberg, nobile e politico prussiano (Essenrode, n. 1750 - Genova, † 1822)

## Numismatici(3)
- Karl Wilhelm Becker, numismatico, bibliotecario e mercante tedesco (Spira, n. 1772 - Bad Homburg vor der Höhe, † 1830)
- Karl Kennepohl, numismatico tedesco (Osnabrück, n. 1895 - Osnabrück, † 1958)
- Karl Pink, numismatico austriaco (Vienna, n. 1884 - Vienna, † 1965)

## Nuotatori(2)
- Gunnar Larsson, ex nuotatore svedese (Malmö, n. 1951)
- Karl Ruberl, nuotatore austriaco (Vienna, n. 1880 - New York, † 1966)

## Oculisti(2)
- Karl Koller, oculista austriaco (Sušice, n. 1857 - New York, † 1944)
- Karl Ernst Theodor Schweigger, oculista tedesco (Halle, n. 1830 - Berlino, † 1905)

## Organisti(3)
- Karl Friedrich Horn, organista, compositore e musicologo tedesco (Nordhausen, n. 1762 - Windsor, † 1830)
- Karl Richter, organista, clavicembalista e direttore d'orchestra tedesco (Plauen, n. 1926 - Monaco di Baviera, † 1981)
- Karl Straube, organista e direttore di coro tedesco (Berlino, n. 1873 - Lipsia, † 1950)

## Orientalisti(2)
- Karl Friedrich Neumann, orientalista, storico e traduttore tedesco (Schlüsselfeld, n. 1793 - Berlino, † 1870)
- K.V. Zetterstéen, orientalista svedese (Orsa, n. 1866 - † 1953)

## Paleontologi(3)
- Karl Mayer-Eymar, paleontologo e geologo svizzero (Marsiglia, n. 1826 - Zurigo, † 1907)
- Ernst Stromer, paleontologo tedesco (Norimberga, n. 1870 - Erlangen, † 1952)
- Karl von Seebach, paleontologo, vulcanologo e geologo tedesco (Weimar, n. 1839 - Gottinga, † 1880)

## Pallamanisti(1)
- Karl Kreutzberg, pallamanista tedesco (Düren, n. 1912 - Düren, † 1977)

## Pallanuotisti(6)
- Karl Bähre, pallanuotista tedesco (Hannover, n. 1899 - Hannover, † 1960)
- Torsten Kumfeldt, pallanuotista svedese (Örebro, n. 1886 - Stoccolma, † 1966)
- Karl Neuse, pallanuotista tedesco (Hannover, n. 1930 - Hannover, † 2022)
- Karl Seitz, pallanuotista austriaco (Vienna, n. 1904 - Vienna, † 1990)
- Karl Steinbach, pallanuotista austriaco (Vienna, n. 1909 - Vienna, † 1983)
- Georg Svensson, pallanuotista svedese (Stoccolma, n. 1908 - Stoccolma, † 1970)

## Parolieri(1)
- Karl Felderer, paroliere italiano (Magrè sulla Strada del Vino, n. 1895 - Bolzano, † 1989)

## Patologi(8)
- Karl Friedrich Canstatt, patologo e oculista tedesco (Ratisbona, n. 1807 - Erlangen, † 1850)
- Karl Dehio, patologo tedesco (Tallinn, n. 1851 - Tartu, † 1927)
- Karl Theodor Fahr, patologo tedesco (Pirmasens, n. 1877 - Amburgo, † 1945)
- Karl Grünberg, patologo tedesco (Stralsund, n. 1875 - Bonn, † 1932)
- Karl Friedrich Heusinger, patologo tedesco (Wutha-Farnroda, n. 1792 - Marburgo, † 1883)
- Karl Koester, patologo tedesco (Bad Dürkheim, n. 1843 - Bonn, † 1904)
- Carl von Noorden, patologo tedesco (Bonn, n. 1858 - Vienna, † 1944)
- Karl Weigert, patologo tedesco (Ziębice, n. 1845 - Francoforte sul Meno, † 1904)

## Pattinatori artistici su ghiaccio(4)
- Karl Mejstrik, pattinatore artistico su ghiaccio austriaco
- Ulrich Salchow, pattinatore artistico su ghiaccio svedese (Copenaghen, n. 1877 - Stoccolma, † 1949)
- Karl Schäfer, pattinatore artistico su ghiaccio e nuotatore austriaco (Vienna, n. 1909 - Vienna, † 1976)
- Karl Zwack, pattinatore artistico su ghiaccio austriaco

## Pattinatori di velocità su ghiaccio(1)
- Åke Seyffarth, pattinatore di velocità su ghiaccio e ciclista su strada svedese (Stoccolma, n. 1919 - Mora, † 1998)

## Pedagogisti(3)
- Karl August Baumeister, pedagogo, scrittore e filologo classico tedesco (Amburgo, n. 1830 - Monaco di Baviera, † 1922)
- Karl Kirchner, pedagogista e latinista tedesco (Herford, n. 1787 - Solbad Wittekind, † 1855)
- Karl Schmidt, pedagogista tedesco (Osternienburg, n. 1819 - Köthen, † 1864)

## Pediatri(2)
- Karl König, pediatra austriaco (Vienna, n. 1902 - Überlingen, † 1966)
- Karl Oskar Medin, pediatra svedese (Örebro, n. 1847 - Stoccolma, † 1927)

## Pentatleti(2)
- Gotthard Handrick, pentatleta e aviatore tedesco (Zeitz, n. 1908 - Amburgo, † 1978)
- Sune Wehlin, pentatleta svedese (Stoccolma, n. 1923 - Botkyrka, † 2020)

## Percussionisti(1)
- Karl Potter, percussionista statunitense (Teaneck, n. 1950 - Roma, † 2013)

## Pianisti(3)
- Karl Heinrich Barth, pianista e insegnante tedesco (Pillau, n. 1847 - Berlino, † 1922)
- Karl Klindworth, pianista e editore musicale tedesco (Hannover, n. 1830 - Oranienburg, † 1916)
- Karl Ulrich Schnabel, pianista e docente austriaco (Berlino, n. 1909 - Danbury, † 2001)

## Piloti automobilistici(7)
- Kurt Ahrens, pilota di Formula 1 tedesco (Braunschweig, n. 1940)
- Jo Bonnier, pilota automobilistico svedese (Stoccolma, n. 1930 - Le Mans, † 1972)
- Slim Borgudd, pilota automobilistico e musicista svedese (Borgholm, n. 1946 - † 2023)
- Karl Kling, pilota automobilistico tedesco (Gießen, n. 1910 - Norimberga, † 2003)
- Karl Oppitzhauser, ex pilota automobilistico austriaco (Bruck an der Leitha, n. 1941)
- Karl Wendlinger, ex pilota automobilistico austriaco (Kufstein, n. 1968)
- Karl von Wendt, pilota automobilistico tedesco (Münster, n. 1937 - Canada, † 2006)

## Piloti motociclistici(3)
- Karl Thomas Bacher, pilota motociclistico austriaco (n. 1960)
- Karl Harris, pilota motociclistico britannico (Sheffield, n. 1979 - Isola di Man, † 2014)
- Karl Muggeridge, pilota motociclistico australiano (Tweed Heads, n. 1974)

## Pionieri dell'aviazione(1)
- Otto Lilienthal, pioniere dell'aviazione tedesco (Anklam, n. 1848 - Berlino, † 1896)

## Pistard(4)
- Karl Duill, pistard tedesco
- Karl Köther, pistard tedesco (n. 1905 - † 1986)
- Karl Link, ex pistard tedesco (Herrenberg, n. 1942)
- Karl Neumer, pistard tedesco (Reinhardtsgrimma, n. 1887 - † 1984)

## Pittori(34)
- Karl Abt, pittore tedesco (Pforzheim, n. 1899 - Pforzheim, † 1985)
- Karl Aegeri, pittore svizzero (Zurigo, n. 1510 - † 1562)
- Oskar von Alvensleben, pittore tedesco (Teutschenthal, n. 1831 - Dresda, † 1903)
- Karl Anrather, pittore austriaco (Magrè, n. 1861 - Magrè, † 1893)
- Karl Begas, pittore tedesco (Heinsberg, n. 1794 - Berlino, † 1854)
- Karl von Blaas, pittore austriaco (Nauders, n. 1815 - Vienna, † 1894)
- Karl Bodmer, pittore, fotografo e illustratore francese (Zurigo, n. 1809 - Barbizon, † 1893)
- Karl Pavlovič Brjullov, pittore russo (San Pietroburgo, n. 1799 - Manziana, † 1852)
- Karl Caspar, pittore tedesco (Friedrichshafen, n. 1879 - Brannenburg, † 1956)
- Karl Wilhelm Diefenbach, pittore tedesco (Hadamar, n. 1851 - Capri, † 1913)
- Karl Edvard Diriks, pittore norvegese (Christiania, n. 1855 - Horten, † 1930)
- Traugott Faber, pittore, incisore e litografo tedesco (Dresda, n. 1786 - Dresda, † 1863)
- Karl Gampenrieder, pittore tedesco (Monaco di Baviera, n. 1860 - Monaco di Baviera, † 1927)
- Karl Otto Götz, pittore tedesco (Aquisgrana, n. 1914 - Niederbreitbach, † 2017)
- Karl Heilmayer, pittore tedesco (Monaco di Baviera, n. 1829 - Monaco di Baviera, † 1908)
- Karl Hofer, pittore tedesco (Karlsruhe, n. 1878 - Berlino, † 1955)
- Karl Isakson, pittore svedese (Stoccolma, n. 1878 - Copenaghen, † 1922)
- Karl Friedrich Lessing, pittore tedesco (Breslavia, n. 1808 - Karlsruhe, † 1880)
- Karl Jakob Theodor Leybold, pittore austriaco (Stoccarda, n. 1786 - Stoccarda, † 1844)
- Karl Müller, pittore tedesco (Darmstadt, n. 1818 - Bad Neuenahr-Ahrweiler, † 1893)
- Karl Plattner, pittore italiano (Malles Venosta, n. 1919 - Milano, † 1986)
- Karl Wilhelm Pohlke, pittore e matematico tedesco (Berlino, n. 1810 - Berlino, † 1876)
- Karl Probst, pittore austriaco (Vienna, n. 1854 - Vienna, † 1924)
- Karl Pärsimägi, pittore estone (Oe, n. 1902 - Auschwitz, † 1942)
- Karl Santner, pittore tedesco (Monaco di Baviera)
- Karl Schmidt-Rottluff, pittore tedesco (Rottluff, n. 1884 - Berlino, † 1976)
- Karl Ferdinand Sohn, pittore e docente tedesco (Berlino, n. 1805 - Colonia, † 1867)
- Karl Stauffer-Bern, pittore, incisore e scultore svizzero (Trubschachen, n. 1857 - Firenze, † 1891)
- Karl Stuhlmüller, pittore tedesco (Monaco di Baviera, n. 1859 - Etzenhausen, † 1930)
- Karl Wilhelm Wach, pittore tedesco (Berlino, n. 1787 - Berlino, † 1845)
- Karl Walser, pittore e scenografo svizzero (Bienne, n. 1877 - Berna, † 1943)
- Charles Wimar, pittore e illustratore statunitense (Siegburg, n. 1828 - Saint Louis, † 1862)
- Karl Zerbe, pittore tedesco (Berlino, n. 1903 - Tallahassee, † 1972)
- Karl Theodor von Piloty, pittore tedesco (Monaco di Baviera, n. 1826 - Ambach, † 1886)

## Poeti(11)
- Karl Asplund, poeta, scrittore e critico d'arte svedese (Jäders socken, n. 1890 - Stoccolma, † 1978)
- Karl Adolph Gjellerup, poeta e scrittore danese (Roholte, n. 1857 - Dresda, † 1919)
- Karl Ludwig Kannegiesser, poeta e traduttore tedesco (Wendemark, n. 1781 - Berlino, † 1861)
- Theodor Körner, poeta e patriota tedesco (Dresda, n. 1791 - Gadebusch, † 1813)
- Karl Krolow, poeta tedesco (Hannover, n. 1915 - Darmstadt, † 1999)
- Karl August Nicander, poeta svedese (Strängnäs, n. 1799 - Stoccolma, † 1839)
- Karl Wilhelm Ramler, poeta tedesco (Kolberg, n. 1725 - Berlino, † 1798)
- Karl Shapiro, poeta statunitense (Baltimora, n. 1913 - New York, † 2000)
- Karl Simrock, poeta e scrittore tedesco (Bonn, n. 1802 - Bonn, † 1876)
- Philipp Spitta, poeta tedesco (Hannover, n. 1801 - Burgdorf, † 1859)
- Karl Wolfskehl, poeta e letterato tedesco (Darmstadt, n. 1869 - Auckland, † 1948)

## Politici(49)
- Karl von Abel, politico tedesco (Wetzlar, n. 1788 - Monaco di Baviera, † 1859)
- Karl von Auersperg, politico boemo (Praga, n. 1814 - Praga, † 1890)
- Karl Hermann Bitter, politico e saggista prussiano (Schwedt, n. 1813 - † 1885)
- Hjalmar Branting, politico svedese (Stoccolma, n. 1860 - Stoccolma, † 1935)
- Karl Ludwig von Bruck, politico e diplomatico austriaco (Elberfeld, n. 1798 - Vienna, † 1860)
- Karl Ferdinand von Buol-Schauenstein, politico austriaco (Vienna, n. 1797 - Vienna, † 1865)
- Karl Buresch, politico austriaco (Groß-Enzersdorf, n. 1878 - Vienna, † 1936)
- Karl Carstens, politico tedesco (Brema, n. 1914 - Meckenheim, † 1992)
- Karl Erckert, politico italiano (Merano, n. 1894 - Bolzano, † 1955)
- Karl Erjavec, politico sloveno (Aiseau-Presles, n. 1960)
- Karl Ferrari, politico italiano (Salorno, n. 1934)
- Karl Hermann Frank, politico, generale e criminale di guerra tedesco (Karlsbad, n. 1898 - Praga, † 1946)
- Heinz Hoffmann, politico e generale tedesco-orientale (Mannheim, n. 1910 - Strausberg, † 1985)
- Karl Sigmund von Hohenwart, politico e nobile austriaco (Vienna, n. 1824 - Vienna, † 1899)
- Karl Kaufmann, politico e militare tedesco (Krefeld, n. 1900 - Amburgo, † 1969)
- Karl Kobelt, politico svizzero (San Gallo, n. 1891 - Berna, † 1968)
- Karl A. Lamers, politico tedesco (Duisburg, n. 1951)
- Harold LeVander, politico statunitense (Contea di Polk, n. 1910 - Saint Paul, † 1992)
- Karl Liebknecht, politico e avvocato tedesco (Lipsia, n. 1871 - Berlino, † 1919)
- Karl Lueger, politico austriaco (Vienna, n. 1844 - Vienna, † 1910)
- Thomas de Maizière, politico tedesco (Bonn, n. 1954)
- Karl Mitterdorfer, politico italiano (Gries-Quirein, n. 1920 - Bolzano, † 2017)
- Karl Mocker, politico tedesco (Žiželice, n. 1905 - Schwäbisch Gmünd, † 1996)
- Karl Nehammer, politico austriaco (Vienna, n. 1972)
- Karl Offmann, politico mauriziano (Port Louis, n. 1940 - † 2022)
- Karl Dominik von Reding, politico svizzero (Svitto, n. 1755 - Svitto, † 1815)
- Karl Renner, politico austriaco (Dolní Dunajovice, n. 1870 - Vienna, † 1950)
- Karl Rolvaag, politico statunitense (Northfield, n. 1913 - Northfield, † 1990)
- Karl Wolfgang Scheiber, politico, poeta e giornalista austriaco (Stanzach, n. 1921 - Stanzach, † 2012)
- Karl Scheurer, politico svizzero (n. 1872 - † 1929)
- Karl Schleinzer, politico austriaco (Frantschach-Sankt Gertraud, n. 1924 - Bruck an der Mur, † 1975)
- Karl Borromäus Philipp zu Schwarzenberg, politico e militare austriaco (Vienna, n. 1802 - Vienna, † 1858)
- Karl Seitz, politico e insegnante austriaco (Vienna, n. 1869 - Vienna, † 1950)
- Karl Staaff, politico svedese (Stoccolma, n. 1860 - † 1915)
- Karl von Stremayr, politico, giurista e nobile austriaco (Graz, n. 1832 - Pottschach, † 1904)
- Karl von Stürgkh, politico austriaco (Graz, n. 1859 - Vienna, † 1916)
- Karl Tinzl, politico italiano (Silandro, n. 1888 - Bolzano, † 1964)
- Karl Vaja, politico italiano (Bolzano, n. 1925 - Egna, † 2007)
- Karl Volk, politico e giornalista tedesco (Schowkwa, n. 1896 - New York, † 1961)
- Rudolf Walden, politico, imprenditore e generale finlandese (Helsinki, n. 1878 - Sysmä, † 1946)
- Joseph Wirth, politico tedesco (Friburgo in Brisgovia, n. 1879 - Friburgo in Brisgovia, † 1956)
- Karl Hermann Wolf, politico, editore e scrittore ceco (Eger, Boemia, n. 1862 - Vienna, † 1941)
- Karl Zanon, politico e agronomo italiano (Merano, n. 1920 - † 1992)
- Karl Zeller, politico italiano (Merano, n. 1961)
- Karl von Zinzendorf, politico austriaco (Dresda, n. 1739 - Vienna, † 1813)
- Karl Zörgiebel, politico tedesco (Magonza, n. 1878 - Magonza, † 1961)
- Karl vom Stein zum Altenstein, politico prussiano (Schalkhausen, n. 1770 - Berlino, † 1840)
- Karl von Huene, politico prussiano (Colonia, n. 1837 - Colle Isarco, † 1900)
- Friedrich von Prittwitz und Gaffron, politico e ambasciatore tedesco (Stoccarda, n. 1884 - Tutzing, † 1955)

## Presbiteri(3)
- Karl August Fink, presbitero e teologo tedesco (Costanza, n. 1904 - Rottweil, † 1983)
- Tomas Gumppenberg, presbitero austriaco (Tirolo, n. 1904 - Aqtöbe, † 1984)
- Karl Leisner, presbitero tedesco (Rees, n. 1915 - Planegg, † 1945)

## Principi(5)
- Karl Ludwig Fugger von Babenhausen, principe e generale tedesco (Babenhausen, n. 1829 - Babenhausen, † 1906)
- Karl Georg Fugger von Babenhausen, principe e politico tedesco (Klagenfurt, n. 1861 - Klagenfurt, † 1925)
- Karl Philipp Franz von Hohenlohe-Bartenstein, principe e magistrato tedesco (Wanfried, n. 1702 - Wetzlar, † 1763)
- Karl Lichnowsky, principe e compositore austriaco (Vienna, n. 1761 - Vienna, † 1814)
- Karl von Waldburg-Wurzach, principe tedesco (Bad Wurzach, n. 1825 - Stoccarda, † 1907)

## Produttori cinematografici(1)
- Karl Heinz Mannchen, produttore cinematografico e sceneggiatore tedesco (Berlino, n. 1923 - Madrid, † 1996)

## Produttori discografici(3)
- Karl Groom, produttore discografico, tecnico del suono e chitarrista britannico (Londra, n. 1969)
- Shellback, produttore discografico e musicista svedese (Karlshamn, n. 1985)
- Karl Zinny, produttore discografico e attore italiano (n. 1964)

## Progettisti(1)
- Karl Hüller, progettista tedesco (Württemberg, n. 1798 - Modena, † 1873)

## Psichiatri(4)
- Karl Abraham, psichiatra e psicoanalista tedesco (Brema, n. 1875 - Berlino, † 1925)
- Karl Heilbronner, psichiatra tedesco (Norimberga, n. 1869 - Utrecht, † 1914)
- Karl Ludwig Kahlbaum, psichiatra tedesco (Drezdenko, n. 1828 - Görlitz, † 1899)
- Karl von den Steinen, psichiatra, esploratore e antropologo tedesco (Mülheim an der Ruhr, n. 1855 - Kronberg im Taunus, † 1929)

## Psicologi(4)
- Karl Bühler, psicologo tedesco (Meckesheim, n. 1879 - Los Angeles, † 1963)
- Karl Groos, psicologo tedesco (Heidelberg, n. 1861 - Tubinga, † 1946)
- Karl Lashley, psicologo e neuroscienziato statunitense (Davis, n. 1890 - Poitiers, † 1958)
- Karl Albert Scherner, psicologo tedesco (Kravaře, n. 1825 - Breslavia, † 1889)

## Pugili(1)
- Karl Mildenberger, pugile tedesco (Kaiserslautern, n. 1937 - Kaiserslautern, † 2018)

## Rapper(1)
- Saukrates, rapper, cantante e produttore discografico canadese (Ottawa, n. 1978)

## Registi(7)
- Karl Anton, regista, sceneggiatore e produttore cinematografico ceco (Praga, n. 1898 - Berlino, † 1979)
- Karl Freund, regista e direttore della fotografia tedesco (Königinhof an der Elbe, n. 1890 - Santa Monica, † 1969)
- Karl Ragnar Gierow, regista, scrittore e traduttore svedese (Helsingborg, n. 1904 - Stoccolma, † 1982)
- Karl Grune, regista, sceneggiatore e produttore cinematografico austriaco (Vienna, n. 1890 - Bournemouth, † 1962)
- Karl Hartl, regista, sceneggiatore e produttore cinematografico austriaco (Vienna, n. 1899 - Vienna, † 1978)
- Lukas Moodysson, regista, sceneggiatore e scrittore svedese (Lund, n. 1969)
- Karl Ritter, regista, produttore cinematografico e sceneggiatore tedesco (Würzburg, n. 1888 - Buenos Aires, † 1977)

## Retori(1)
- Karl Renz, oratore e mistico tedesco (n. 1953)

## Rivoluzionari(1)
- Karl Radek, rivoluzionario e politico sovietico (Leopoli, n. 1885 - Verchneural'sk, † 1939)

## Rugbisti a 15(1)
- Karl Dickson, ex rugbista a 15 e arbitro di rugby a 15 inglese (Salisbury, n. 1982)

## Saggisti(1)
- Karl Pflock, saggista statunitense (San Jose, n. 1943 - Placitas, † 2006)

## Saltatori con gli sci(3)
- Karl Geiger, saltatore con gli sci tedesco (Oberstdorf, n. 1993)
- Karl Holmström, saltatore con gli sci svedese (Bjurholm, n. 1925 - Jukkasjärvi, † 1974)
- Karl Schnabl, ex saltatore con gli sci austriaco (n. 1954)

## Scacchisti(6)
- Adolf Anderssen, scacchista tedesco (Breslavia, n. 1818 - Breslavia, † 1879)
- Karl Behting, scacchista e compositore di scacchi lettone (Bērzmuiža, n. 1867 - Riga, † 1943)
- Karl Gilg, scacchista cecoslovacco (Mankovice, n. 1901 - Kolbermoor, † 1981)
- Leonid Ivanovič Kubbel', scacchista e compositore di scacchi russo (San Pietroburgo, n. 1891 - Leningrado, † 1942)
- Karl Mayet, scacchista tedesco (Berlino, n. 1810 - Stettino, † 1868)
- Karl Robatsch, scacchista e botanico austriaco (Klagenfurt, n. 1929 - Klagenfurt, † 2000)

## Sceneggiatori(1)
- Karl Heinz Willschrei, sceneggiatore e produttore televisivo tedesco (Homberg, n. 1939 - Altea, † 2003)

## Schermidori(4)
- Göran Abrahamsson, schermidore svedese (Göteborg, n. 1931 - Göteborg, † 2018)
- Karl Hanisch, schermidore austriaco (n. 1900 - † 1957)
- August Petri, schermidore tedesco (n. 1878)
- Karl Sudrich, schermidore austriaco (Hodschein, n. 1895 - † 1944)

## Sciatori alpini(11)
- Karl Alpiger, ex sciatore alpino svizzero (Wildhaus, n. 1961)
- Karl Brunner, ex sciatore alpino italiano
- Karl Cordin, ex sciatore alpino austriaco (Dornbirn, n. 1948)
- Carlo Gartner, sciatore alpino e allenatore di sci alpino italiano (Vipiteno, n. 1922 - Vipiteno, † 2013)
- Karl Kuus, ex sciatore alpino canadese (n. 1995)
- Karl Molitor, sciatore alpino svizzero (Wengen, n. 1920 - Grindelwald, † 2014)
- Karl Heinz Molling, ex sciatore alpino e sciatore freestyle italiano (n. 1972)
- Karl Heinz Schnitzer, ex sciatore alpino austriaco (n. 1962)
- Karl Schranz, ex sciatore alpino austriaco (Sankt Anton am Arlberg, n. 1938)
- Karl Thaler, ex sciatore alpino austriaco
- Karl Trojer, ex sciatore alpino italiano (San Candido, n. 1950)

## Scienziati(1)
- Karl Reichenbach, scienziato tedesco (Stoccarda, n. 1788 - Lipsia, † 1869)

## Scrittori(25)
- Karl August I von Alvensleben, scrittore tedesco (Halle, n. 1661 - Helmstedt, † 1697)
- Karl Ludwig Börne, scrittore tedesco (Francoforte sul Meno, n. 1786 - Parigi, † 1837)
- Karl Bruckner, scrittore austriaco (Vienna, n. 1906 - Vienna, † 1982)
- Åke Edwardson, scrittore e giornalista svedese (Eksjö, n. 1953)
- Karl Emil Franzos, scrittore e giornalista austriaco (Čortkiv, n. 1848 - Berlino, † 1904)
- Karl Frenzel, scrittore tedesco (Berlino, n. 1827 - Berlino, † 1914)
- Karl Ferdinand Gutzkow, scrittore, drammaturgo e giornalista tedesco (Berlino, n. 1811 - Sachsenhausen, † 1878)
- Karl Gützlaff, scrittore e missionario tedesco (Pyrzyce, n. 1803 - † 1851)
- Karl Ove Knausgård, scrittore norvegese (Oslo, n. 1968)
- Karl Ludwig von Knebel, scrittore, poeta e traduttore tedesco (Nördlingen, n. 1744 - Jena, † 1834)
- Karl Kraus, scrittore, giornalista e aforista austriaco (Jičín, n. 1874 - Vienna, † 1936)
- Karl May, scrittore tedesco (Ernstthal, n. 1842 - Radebeul, † 1912)
- Karl Philipp Moritz, scrittore, saggista e editore tedesco (Hameln, n. 1756 - Berlino, † 1793)
- Karl Brand, scrittore, poeta e giornalista ceco (Wilkowitz, n. 1895 - Wilkowitz, † 1918)
- Karl Schönherr, scrittore e medico austriaco (Axams, n. 1867 - Vienna, † 1943)
- Karl Tanera, romanziere e storico tedesco (Landshut, n. 1849 - Lindau, † 1904)
- Karl August Tavaststjerna, scrittore e poeta finlandese (Annila, n. 1860 - Pori, † 1898)
- Karl Heinrich Ulrichs, scrittore, poeta e giurista tedesco (Aurich, n. 1825 - L'Aquila, † 1895)
- Karl Gustav Vollmöller, scrittore tedesco (Stoccarda, n. 1878 - Los Angeles, † 1948)
- Karl Heinrich Waggerl, scrittore austriaco (Bad Gastein, n. 1897 - Wagrain, † 1973)
- Karl Edward Wagner, scrittore statunitense (Knoxville, n. 1945 - † 1994)
- Karl Zuchardt, scrittore tedesco (Lipsia, n. 1887 - Dresda, † 1968)
- Karl Ludwig von Haller, scrittore e politico svizzero (Berna, n. 1768 - Soletta, † 1854)
- Karl Ludwig von Pöllnitz, scrittore e avventuriero tedesco (Issum, n. 1692 - Berlino, † 1775)
- Karl Friedrich von Rumohr, scrittore, storico dell'arte e disegnatore tedesco (Reinhardtsgrimma, n. 1785 - Dresda, † 1843)

## Scultori(4)
- Karl Begas, scultore tedesco (Berlino, n. 1845 - Köthen, † 1916)
- Karl Bitter, scultore austriaco (Rudolfsheim-Fünfhaus, n. 1867 - New York, † 1915)
- Carl Röder, scultore e litografo tedesco (Greiz, n. 1854 - Dresda, † 1922)
- Rudolf Schadow, scultore tedesco (Roma, n. 1786 - Roma, † 1822)

## Siepisti(1)
- Gunnar Karlsson-Tjörnebo, siepista svedese (Tjörnarp, n. 1927 - Helsingborg, † 2009)

## Slittinisti(3)
- Karl Brunner, ex slittinista italiano (Valdaora, n. 1951)
- Karl Feichter, ex slittinista italiano (Monguelfo-Tesido, n. 1954)
- Karl Schrott, ex slittinista austriaco (Zams, n. 1953)

## Sociologi(3)
- Karl Mannheim, sociologo tedesco (Budapest, n. 1893 - Londra, † 1947)
- Max Weber, sociologo, filosofo e economista tedesco (Erfurt, n. 1864 - Monaco di Baviera, † 1920)
- Karl August Wittfogel, sociologo e sinologo tedesco (Woltersdorf, n. 1896 - New York, † 1988)

## Sollevatori(7)
- Karl Bierwirth, sollevatore tedesco (Essen, n. 1907 - Bonn, † 1955)
- Karl Freiberger, sollevatore austriaco (n. 1902 - Vienna, † 1977)
- Karl Hipfinger, sollevatore austriaco (Vienna, n. 1905 - † 1984)
- Karl Jansen, sollevatore tedesco (Eickel, n. 1908 - Essen, † 1961)
- Karl Kõiv, sollevatore estone (Tartu, n. 1894 - Tallinn, † 1974)
- Karl Mörke, sollevatore tedesco (Niederzerf, n. 1889 - Colonia, † 1946)
- Karl Swoboda, sollevatore austriaco (Ottakring, n. 1882 - Vienna, † 1933)

## Sovrani(1)
- Carlo VIII di Svezia, sovrano (n. 1409 - † 1470)

## Stilisti(1)
- Karl Lagerfeld, stilista e fotografo tedesco (Amburgo, n. 1933 - Neuilly-sur-Seine, † 2019)

## Storici(17)
- Karl Julius Beloch, storico tedesco (Petschkendorf, n. 1854 - Roma, † 1929)
- Karl Brandi, storico tedesco (Meppen, n. 1868 - Gottinga, † 1946)
- Karl Friedrich Flögel, storico tedesco (Jawor, n. 1729 - Ducato di Jawor, † 1788)
- Walter Friedensburg, storico e archivista tedesco (Amburgo, n. 1855 - Wernigerode, † 1938)
- Karl Hampe, storico tedesco (Brema, n. 1869 - Heidelberg, † 1936)
- Karl von Hegel, storico tedesco (Norimberga, n. 1813 - Erlangen, † 1901)
- Karl Theodor von Heigel, storico tedesco (Monaco di Baviera, n. 1842 - Monaco di Baviera, † 1915)
- Karl Hillebrand, storico e saggista tedesco (Giessen, n. 1829 - Firenze, † 1884)
- Karl Hopf, storico e medievista tedesco (Hamm, n. 1832 - Wiesbaden, † 1873)
- Karl Wilhelm Nitzsch, storico tedesco (Zerbst, n. 1818 - Berlino, † 1880)
- Karl Lamprecht, storico tedesco (Jessen, n. 1856 - Lipsia, † 1915)
- Karl Lennartz, storico tedesco (Aquisgrana, n. 1940 - Bad Oeynhausen, † 2014)
- Karl Lohmeyer, storico prussiano (Gumbinnen, n. 1832 - Königsberg, † 1909)
- Wilhelm Maurenbrecher, storico tedesco (Bonn, n. 1838 - Lipsia, † 1892)
- Karl Sudhoff, storico tedesco (Francoforte sul Meno, n. 1853 - Salzwedel, † 1938)
- Karl Ferdinand Werner, storico tedesco (Neunkirchen, n. 1924 - Tegernsee, † 2008)
- Karl Maria von Aretin, storico, diplomatico e politico tedesco (Wetzlar, n. 1796 - Berlino, † 1868)

## Storici dell'arte(1)
- Felix Becker, storico dell'arte e lessicografo tedesco (Sondershausen, n. 1864 - Lipsia, † 1928)

## Storici della filosofia(1)
- Karl Bormann, storico della filosofia, filologo classico e docente tedesco (Monheim am Rhein, n. 1928 - Langenfeld, † 2015)

## Storici della letteratura(2)
- August Koberstein, storico della letteratura tedesco (Darłowo, n. 1797 - Pforta, † 1870)
- Karl Eduard von Napiersky, storico della letteratura lettone (Riga, n. 1793 - Riga, † 1864)

## Storici delle religioni(1)
- Karl Harrington Potter, storico delle religioni e indologo statunitense (Oakland, n. 1927 - Lake Forest Park, † 2022)

## Tennisti(2)
- Karl Behr, tennista statunitense (New York, n. 1885 - Morristown, † 1949)
- Karl Meiler, tennista tedesco (Erlangen, n. 1949 - Augusta, † 2014)

## Tenori(1)
- Karl Friberth, tenore e librettista austriaco (Wullersdorf, n. 1736 - Vienna, † 1816)

## Teologi(13)
- Karl Adam, teologo tedesco (Pursruck, n. 1876 - Tubinga, † 1966)
- Karl Friedrich Bahrdt, teologo e scrittore tedesco (Bischofswerda, n. 1741 - Nietleben, † 1792)
- Karl Barth, teologo e pastore protestante svizzero (Basilea, n. 1886 - Basilea, † 1968)
- Karl Budde, teologo, biblista e traduttore tedesco (Bensberg, n. 1850 - † 1935)
- Karl August Credner, teologo tedesco (Waltershausen, n. 1797 - Gießen, † 1857)
- Karl Daub, teologo e filosofo tedesco (Kassel, n. 1765 - Heidelberg, † 1836)
- Günther Dehn, teologo tedesco (Schwerin, n. 1882 - Bonn, † 1970)
- Martin Kähler, teologo e biblista tedesco (n. 1835 - Freudenstadt, † 1912)
- Reinhold Niebuhr, teologo statunitense (Wright City, n. 1892 - Stockbridge, † 1971)
- Ernst Sommerlath, teologo tedesco (Hannover, n. 1889 - Lipsia, † 1983)
- Karl Heinrich Venturini, teologo tedesco (Leonberg, n. 1768 - Schöppenstedt, † 1849)
- Karl August Traugott Vogt, teologo tedesco (Wittenberg, n. 1808 - Greifswald, † 1869)
- Karl Heinrich Weizsäcker, teologo e storico tedesco (Öhringen, n. 1822 - Tubinga, † 1899)

## Tiratori a segno(2)
- Karl Frederick, tiratore a segno statunitense (Chateaugay, n. 1881 - Port Chester, † 1963)
- Magnus Wegelius, tiratore a segno e ginnasta finlandese (Hattula, n. 1884 - Croydon, † 1936)

## Tiratori di fune(2)
- Karl Kaltenbach, tiratore di fune, discobolo e giavellottista tedesco (Berlino, n. 1882 - † 1950)
- Karl Staaf, tiratore di fune, astista e triplista svedese (Stoccolma, n. 1881 - Motala, † 1953)

## Traduttori(2)
- Karl Eugen Neumann, traduttore tedesco (Vienna, n. 1865 - Vienna, † 1915)
- Karl Ludwig Schemann, traduttore tedesco (Colonia, n. 1852 - Friburgo in Brisgovia, † 1938)

## Triplisti(3)
- Valdemar Rautio, triplista finlandese (Vaasa, n. 1921 - Nurmijärvi, † 1973)
- Eric Svensson, triplista e lunghista svedese (Jönköping, n. 1903 - Falkenberg, † 1986)
- Karl Taillepierre, triplista francese (Pointe-à-Pitre, n. 1976)

## Trombonisti(1)
- Karl Traugott Queisser, trombonista, violista e violinista tedesco (Döben bei Grimma, n. 1800 - Lipsia, † 1846)

## Tuffatori(4)
- Carlo Dibiasi, tuffatore italiano (Cornedo all'Isarco, n. 1909 - Bolzano, † 1984)
- Johan Jansson, tuffatore svedese (Stoccolma, n. 1892 - Bromma, † 1943)
- Karl Malmström, tuffatore svedese (Göteborg, n. 1875 - Göteborg, † 1938)
- Karl Schöne, tuffatore tedesco (Dresda, n. 2001)

## Ultramaratoneti(1)
- Karl Meltzer, ultramaratoneta statunitense (n. 1967)

## Velisti(2)
- Karl Ferstl, ex velista austriaco (Gailitz, n. 1945)
- Karl Geiger, velista austriaco (Friedrichsh, n. 1941)

## Velocisti(5)
- Karl Honz, ex velocista tedesco (Bankholzen, n. 1951)
- Arthur Jonath, velocista tedesco (Fröndenberg/Ruhr, n. 1909 - Neu-Isenburg, † 1963)
- Karl August Luther, velocista svedese (Göteborg, n. 1885 - Göteborg, † 1962)
- Karl Erik Nazarov, velocista estone (n. 1999)
- Karl Warner, velocista statunitense (n. 1908 - Rochester, † 1995)

## Vescovi cattolici(6)
- Karl Golser, vescovo cattolico italiano (Cermes, n. 1943 - Bressanone, † 2016)
- Karl Philipp von Greiffenclau zu Vollrads, vescovo cattolico tedesco (Castello di Vollrads nel Rheingau, n. 1690 - Würzburg, † 1754)
- Karl Johann Greith, vescovo cattolico svizzero (Rapperswil, n. 1807 - San Gallo, † 1882)
- Karl Josef Romer, vescovo cattolico svizzero (Benken, n. 1932)
- Karl Josef von Hefele, vescovo cattolico tedesco (Aalen, n. 1809 - Rottenburg am Neckar, † 1893)
- Karl Franz von Lodron, vescovo cattolico austriaco (Innsbruck, n. 1748 - Bressanone, † 1828)

## Violinisti(1)
- Karl Klingler, violinista, compositore e insegnante tedesco (Strasburgo, n. 1879 - Monaco di Baviera, † 1971)

## Wrestler(1)
- Karl Gotch, wrestler e lottatore belga (Anversa, n. 1924 - Tampa, † 2007)

## Zoologi(11)
- Karl Brandt, zoologo tedesco (Schönebeck, n. 1854 - Kiel, † 1931)
- Hermann Burmeister, zoologo e entomologo tedesco (Stralsund, n. 1807 - Buenos Aires, † 1892)
- Friedrich Dahl, zoologo e aracnologo tedesco (Rosenhofer Brök, n. 1856 - Greifswald, † 1929)
- Karl Heider, zoologo austriaco (Vienna, n. 1856 - Deutschfeistritz, † 1935)
- Karl Langer, zoologo austriaco (Vienna, n. 1819 - † 1887)
- Eduard von Martens, zoologo tedesco (Stoccarda, n. 1831 - Berlino, † 1904)
- Karl Möbius, zoologo tedesco (Eilenburg, n. 1825 - Berlino, † 1908)
- Karl Patterson Schmidt, zoologo statunitense (Lake Forest, n. 1890 - Chicago, † 1957)
- Karl Shuker, zoologo e scrittore britannico (n. 1959)
- Karl Theodor Ernst von Siebold, zoologo tedesco (Würzburg, n. 1804 - Monaco di Baviera, † 1885)
- Johannes Thiele, zoologo tedesco (n. 1860 - † 1935)

## Senza attività specificata(7)
- Karl Frenademez, ex snowboarder italiano (San Cassiano, n. 1970)
- Carlo Filippo Vasa, duca svedese (Tallin, n. 1601 - Narva, † 1622)
- Karl Lange, tedesco (Amburgo, n. 1915)
- Karl Mack von Leiberich, feldmaresciallo austriaco (Nennslingen, n. 1752 - Sankt Pölten, † 1828)
- Karl Paquette, ex ballerino francese (Parigi, n. 1976)
- Karl von Trier (Treviri, n. 1265 - Treviri, † 1324)
- Karl Wessely, papirologo, paleografo e filologo austriaco (Vienna, n. 1860 - Mannersdorf am Leithagebirge, † 1931)